# 貢扎加家族
貢扎加家族，或譯貢薩加，公撒格，是一個享譽歐洲的義大利貴族世家 ，於1328年到1707年統治義大利曼托瓦公國。除了曼托瓦，他們還統治了蒙費拉托、訥韋爾及其他一些歐洲領土。家族成員包括1位聖人（聖路易吉·貢扎加）、10位樞機、13位主教、2位神聖羅馬帝國皇后（艾蕾諾拉·貢扎加和艾蕾諾拉·貢扎加-尼維爾）及一位波蘭王后（瑪麗亞·路易莎·貢扎加）。
貢扎加家族的藝術收藏是頗富盛名的，他們的收藏體現了當時人們對於藝術文化欣賞的最高水平，在伊莎貝拉·埃斯特作為曼托瓦侯爵夫人時達到巔峰，家族收藏包括許多文藝復興及巴洛克藝術知名藝術家的作品，但有許多收藏都因家族出現經濟困難在17世紀時賣給了英王查理二世。除了視覺藝術，貢扎加家族也支持文學及音樂創作。

## 家族起源

科拉迪-貢扎加的家族徽章

貢扎加家族起源於貢扎加 ，他們將貢扎加做為姓氏，家族最早被記載的成員是一些來自科拉迪-貢扎加家族的聖貝內德托波修道院教宗派修士 。從12世紀起他們已經是居住在曼托瓦的大家族了，他們與博納科爾西家族聯合起來擊敗當地家族卡薩羅蒂家族。但於1328年8月16日，里納爾多·德·博納科爾西被貢扎加家族的盧多維科一世·貢扎加與他的兒子圭多·貢扎加、費利皮諾·貢扎加和費爾特里諾·貢扎加在斯卡利哲家族的維洛那領主坎格蘭德一世·德拉·斯卡拉的協助下推翻，盧多維科一世之後加入皇帝派，當選曼托瓦的市民官並被神聖羅馬帝國皇帝路易四世任命為帝國代理人。
盧多維科一世的兒子圭多繼承了他，另一個兒子費爾特里諾是家族旁支諾韋拉拉及巴尼奧洛的貢扎加家族的創立者，這一旁支統治著諾韋拉拉及巴尼奧洛伯爵國直到1728年。
貢扎加家族上任後城市的政治局勢依舊錯綜複雜，直到盧多維科二世·貢扎加與他的父親圭多透過謀殺自己的兄弟，於1369年奪取政權後情勢才趨於穩定，盧多維科二世委託巴托利諾·達·諾瓦拉興建聖喬吉奧堡，為家族日後的宮殿建築打下基礎。盧多維科二世的繼任者弗朗切斯科一世·貢扎加拋棄了傳統盟友米蘭的維斯孔蒂家族，轉而與逐漸崛起的威尼斯共和國聯手。

## 勢力壯大

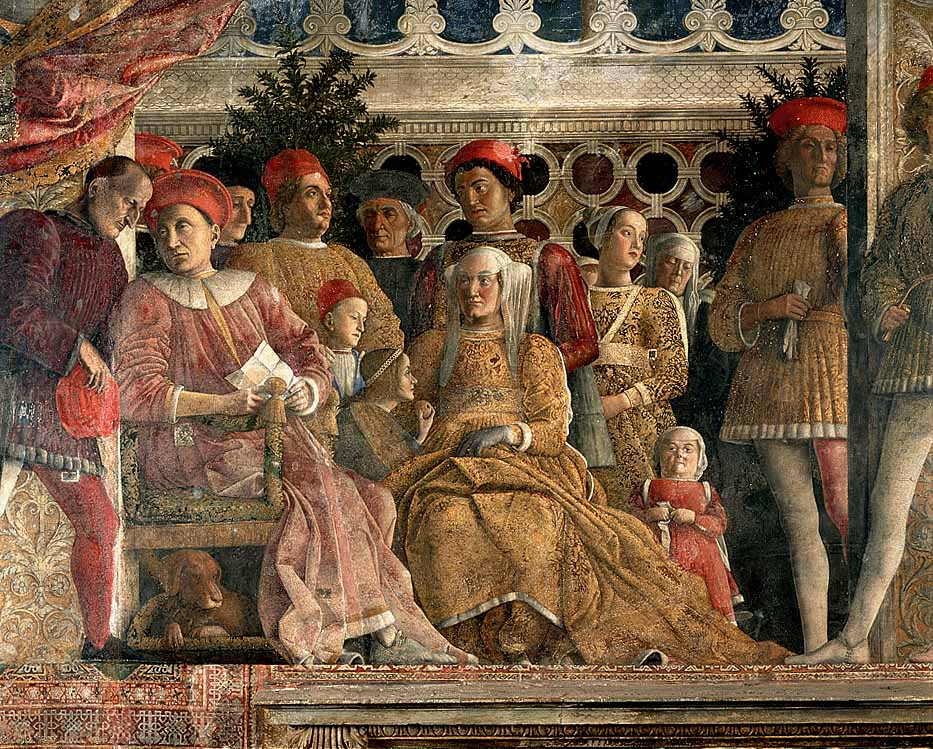
彩繪室（Camera degli Sposi）壁畫，安德烈亞·曼特尼亞繪，位於曼托瓦的聖喬吉奧堡。畫作中坐在左邊椅子上的男人是盧多維科三世

弗朗切斯科一世的繼任者吉安弗朗切斯科一世·貢扎加（1407-1444年在位）以每年300金幣聘請了著名的人文主義者費爾特雷的維多里諾來曼托瓦宮廷教導他的子女，不僅是教導男性，他對女性的教育上也是一視同仁，甚至將她們教育得可說是「知識淵博」，他於1423年創辦了著名的人文主義學校「歡樂之家」（Casa Gioiosa）招收貴族及中產家庭的子女，貢扎加家族不僅欣然接受他們聘請的這位老師同時也教育其他貴族家庭子女，更將此視為曼托瓦的榮耀，因為這證明曼托瓦是貴族子女教育的中心。1433年，透過將自己的長子盧多維科三世·貢扎加與布蘭登堡的芭芭拉的聯姻及支付12萬義大利弗羅琳後 ，吉安弗朗切斯科一世被神聖羅馬帝國皇帝西吉斯蒙德任命為曼托瓦侯爵，芭芭拉是西吉斯蒙德的姪女。
盧多維科三世在位時期（1444－1478年）將曼托瓦成為文藝復興時期的藝術之都 ，他是個偉大的藝術贊助者以及優秀的統治者，文藝復興時期頂尖繪畫學院曼托瓦學院就是在這時創辦的，義大利頂尖畫家如安德烈亞·曼特尼亞、弗蘭西斯科·普列馬提喬都曾在這學習過。盧多維科三世多項傑出的政策讓貢扎加家族成為當時歐洲及義大利最重要的家族之一。
盧多維科三世的孫子法蘭切斯科二世·貢扎加（1484-1519年在位）與其妻子伊莎貝拉·埃斯特統治時期大大的增加了家族威信，伊莎貝拉是文藝復興時期最為重要的女性之一，是非常重要的藝術贊助者，在她丈夫死後作為攝政統治國家。
法蘭切斯科二世的繼任者費德里科二世·貢扎加於1530年由查理五世封為曼托瓦公爵。1536年，費德里科二世透過與蒙費拉托侯國的女繼承人瑪格麗塔·帕雷歐羅加的婚姻，被查理五世封為蒙費拉托公爵，帕雷歐羅加家族是被鄂圖曼土耳其帝國消滅的拜占庭帝國巴列奧略王朝在義大利的分支。
費德里科二世死後爵位傳予他的兒子法蘭切斯科三世·貢扎加（1540-1550年在位），由於法蘭切斯科三世上任時只有7歲，公國由他的兩位叔叔埃爾科萊·貢扎加樞機及瓜斯塔拉伯爵費蘭特·貢扎加攝政。1550年，法蘭切斯科三世因為打獵掉進冰冷的湖水引起的肺炎而死亡，爵位由他的弟弟古列爾莫·貢扎加（1550年至1587年在位）繼承，古列爾莫在位時期公國的財富達到頂峰，他使曼托瓦成為歐洲最美麗且極富盛名的國家，並憑藉著他狡猾且精明的政策，讓曼托瓦能保持其獨立性。不過古列爾莫的兒子文森佐一世（1587年至1612年在位）是個不知節制喜好遊山玩水的統治者，在他統治時期，國力開始緩緩下降。

## 曼托瓦爵位繼承戰爭

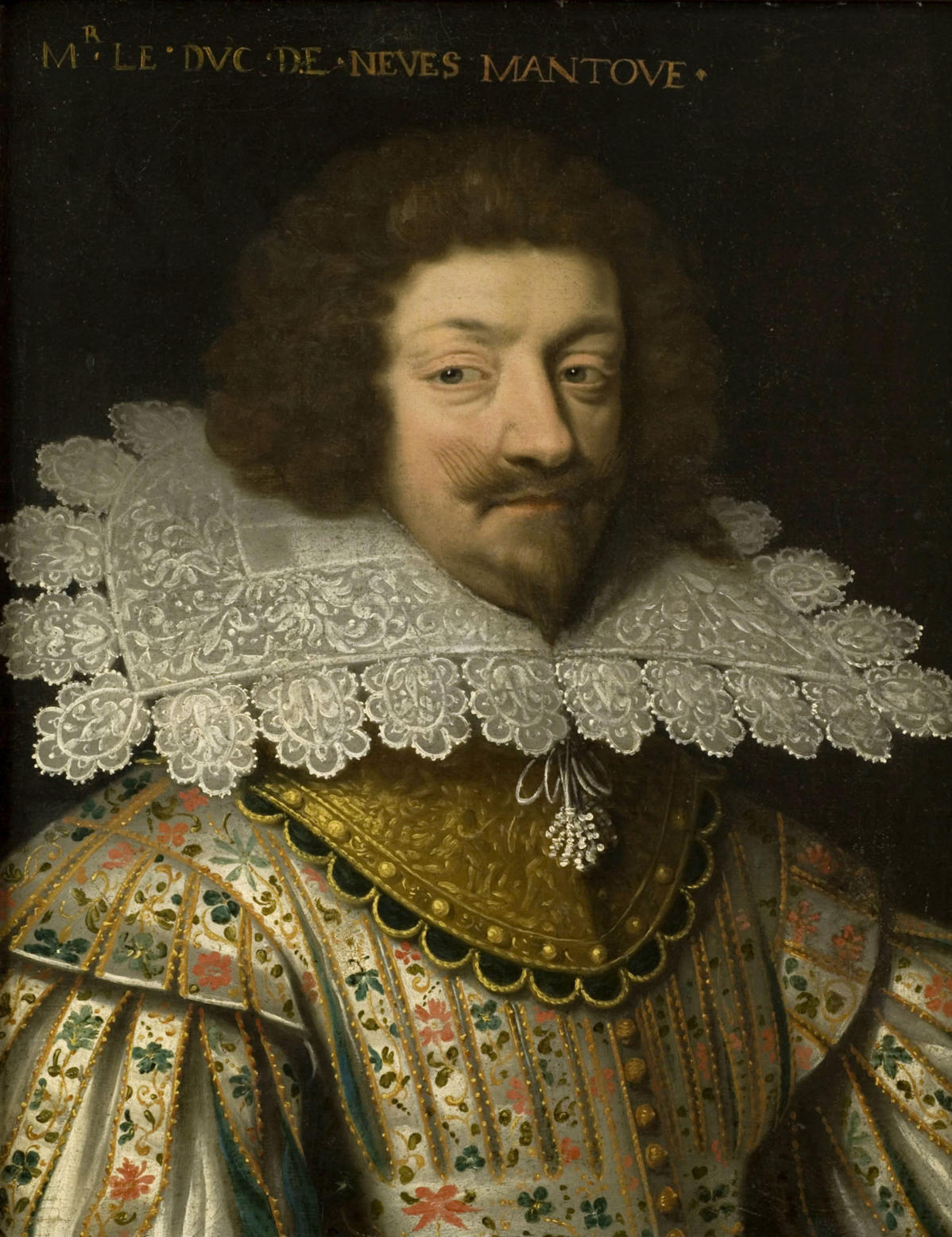
卡洛一世像

1627年，溫琴佐二世·貢扎加（1626-1627年在位）沒有留下子嗣便過世了，貢扎加家族主系絕嗣，隔年曼托瓦爵位繼承戰爭爆發，這場戰爭是由法國支持的訥韋爾系（貢扎加-訥韋爾是由費德里科二世的第三子尼維爾公爵盧多維科·貢扎加-尼維爾經由婚姻獲得訥韋爾公爵所創立的支系）及薩伏依公國主張的繼承權（薩伏依公爵卡洛·埃曼紐埃萊一世的女兒薩伏依的瑪格麗塔嫁給了曼托瓦公爵法蘭西斯科四世·貢扎加）兩方引起的戰爭，其他主張對爵位有繼承權的還有瓜斯塔拉公爵費蘭特二世·貢扎加，他是曼托瓦侯爵法蘭切斯科二世·貢扎加三子的後代。由於得到法國的支持，盧多維科的第三子，也是活到成年的最長的兒子卡洛一世·貢扎加打敗神聖羅馬帝國支持的薩伏依公爵卡洛·埃曼紐埃萊一世，成為曼托瓦和蒙費拉托公爵（1627-1637年在位）。
這場戰爭中由於神聖羅馬帝國派了約36,000名國土傭僕圍困曼托瓦，這些士兵也帶來了瘟疫造成上千市民死亡，曼托瓦之後再也沒有從這場災難中恢復。

## 公國衰亡
從第四任曼托瓦公爵溫琴佐一世（1587至1612年在位）開始，公國的國力開始衰弱，他想建造一個華美的宮廷並將卡薩萊的城堡打造成一個堅固的堡壘，以便對抗崛起的鄂圖曼帝國，為此他必須向人民課徵更多稅收，他也為了部分貴族利益創建了許多封地，進而使公國領土減少。
卡洛二世（1637至1665年在位）統治時期由於入不敷出的開支，他將許多家族的珍貴收藏變賣給英王查理二世 。卡洛二世的兒子公國末代公爵斐迪南多·卡洛·貢扎加（1665-1708年在位）更是個無能的統治者，他只對舉辦派對以及戲劇表演有興趣，在西班牙王位繼承戰爭中，他支持法國對抗神聖羅馬帝國，最後法國被擊敗，斐迪南多被皇帝約瑟夫一世罷黜，斐迪南多被判重罪，他於1707年初從曼托瓦公爵宮中攜帶許多藝術品逃往威尼斯，約瑟夫一世於1708年宣布接管曼托瓦並指定卡斯特爾巴爾可家族為曼托瓦公國總督，曼托瓦正式併入奧地利大公國，斐迪南多於這項宣告的幾天後死於帕多瓦，一些現代史家認為他死於中毒，他的死亡代表著貢扎加家族近400年統治曼托瓦的歷史結束。雖然斐迪南多·卡洛與兩位妻子皆無合法子嗣，但他與情婦有許多私生子女，他的後代持續主張對曼托瓦公國擁有繼承權直到他的孫子菲利波·貢扎加於1778死去後，貢扎加主系正式滅絕。蒙費拉托的部分領土則被割讓予薩伏依公國，作為補償經由母系理應對蒙費拉托有繼承權的洛林公爵利奧波德，皇帝查理六世將特申公國給予公爵。

## 家族分支

諾韋拉拉系徽章

貢扎加家族在其漫長的歷史中誕生了許多分支，其中主系家族的分系目前僅存一支，其他分支還有做為獎勵允許將貢扎加加入姓氏中以及經由婚姻產生的分支。

### 主系分支
- 諾韋拉拉及巴尼奧洛的貢扎加家族：這個分支是盧多維科一世·貢扎加（英语：Ludovico I Gonzaga）的三子費爾特里諾·貢扎加（英语：Feltrino Gonzaga）於1371年所創立的，擁有諾韋拉拉伯爵及巴尼奧洛領主的頭銜，於1728年絕嗣。[34]
- 薩比奧內塔及博佐洛的貢扎加家族：這個分支是由第二任曼托瓦侯爵盧多維科三世·貢扎加的三子吉安弗朗切斯科·貢扎加（英语：Gianfrancesco Gonzaga (1446–1496)）所創立的，這個支系擁有薩比奧內塔及博佐洛親王的頭銜，於1637年絕嗣，爵位於之後傳給多個不同家族，最後在1703年傳給瓜斯塔拉的貢扎加家族，並隨著瓜斯塔拉系於1746年絕嗣而終結統治。[35]

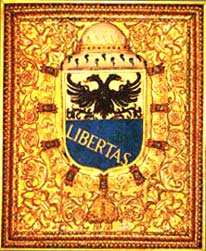
薩比奧內塔系徽章

- 韋斯科瓦托的貢扎加家族：又稱為侯爵的後代（dei Marchesi）[36] 這個分支是由費德里科一世·貢扎加的三子喬凡尼·貢扎加（義大利語：Giovanni Gonzaga）於1519年所創立的，擁有韋斯科瓦托親王的頭銜，也是僅存的一支貢扎加家族主系分支。
- 盧扎拉的貢扎加家族：這個分支是由盧多維科三世·貢扎加四子魯道爾弗·貢扎加（義大利語：Rodolfo Gonzaga）的長子吉安弗朗切斯科·貢扎加（義大利語：Gianfrancesco Gonzaga (1488-1524)）於1494年所創建的，擁有盧扎拉侯爵的頭銜，此分支於1794年絕嗣。[37]
- 戈夫雷多堡、卡斯蒂廖內及蘇法利諾的貢扎加家族：此分支是由魯道爾弗的次子阿洛伊西奧·貢扎加（義大利語：Aloisio Gonzaga）於1511年所創立，擁有戈夫雷多堡侯爵、卡斯蒂廖內侯爵及親王以及蘇法利諾侯爵及親王的頭銜，戈夫雷多堡已於1602年被曼托瓦公國併吞，卡斯蒂廖內及蘇法利諾則於1707年被售予約瑟夫一世，末代親王斐迪南多二世·貢扎加（義大利語：Ferdinando II Gonzaga）的後代，即卡斯蒂廖內及蘇法利諾親王爵位合法繼承者則於1819年絕嗣，斐迪南多二世的另一個後代亞歷山德羅·貢扎加（義大利語：Alessandro Gonzaga, principe di Castiglione）於1831年曾經嘗試宣稱自己擁有對曼托瓦、瓜斯塔拉以及卡斯蒂廖內的繼承權，但是這項請求並未被接受。[35]
- 瓜斯塔拉的貢扎加家族：這個分支是由弗朗切斯科二世·貢扎加與伊莎貝拉·埃斯特的三子費蘭特·貢扎加（英语：Ferrante Gonzaga）於1539年所創立的，家族長久擔任瓜斯塔拉公爵，曾於1640年直系滅絕，後傳予其旁系，最終於1746年絕嗣，此外瓜斯塔拉系也藉由費蘭特·貢扎加的妻子伊莎貝拉·迪·卡普阿（義大利語：Isabella di Capua），成立了莫爾費塔的貢扎加家族。[38]
- 帕拉佐洛的貢扎加家族：這個分支是由盧多維科一世·貢扎加（英语：Ludovico I Gonzaga）的四子科拉多·貢扎加（義大利語：Corrado Gonzaga）的後代克爾齊奧·貢扎加（義大利語：Curzio Gonzaga）於1595年所創立的，擁有帕拉佐洛侯爵的稱號，於1751年絕嗣。

### 作為獎勵被允許使用貢扎加的分支

圭里埃里-貢扎加徽章

- 阿里發貝內-瓦倫蒂-貢扎加（Arrivabene-Valenti Gonzaga）：這個家族有兩位成員曾於義大利王國擔任參議員。
- 貝維拉夸（義大利語：Bevilacqua (famiglia)）-貢扎加（Bevilacqua-Gonzaga）：授予安東尼奧·貝維拉夸侯爵（Antonio Bevilacqua）。[39]

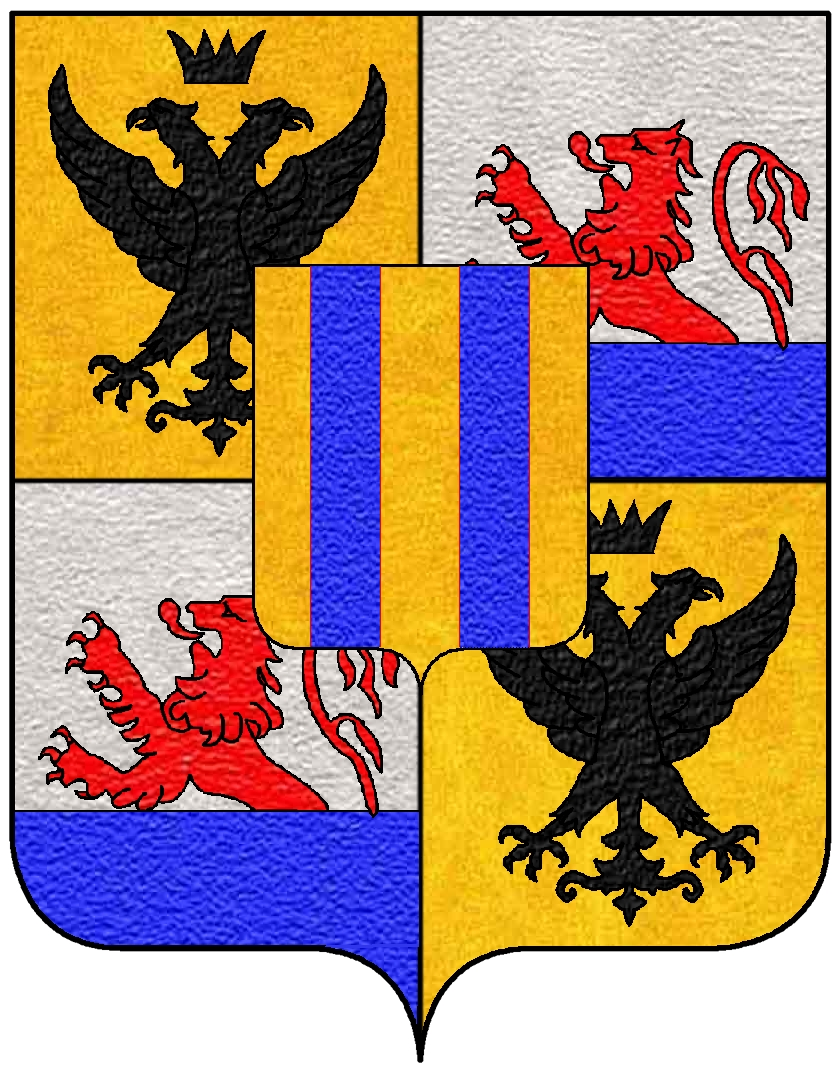
瓦倫蒂-貢扎加徽章

- 波斯凱提-貢扎加（Boschetti-Gonzaga）：賈科莫·波斯凱提（義大利語：Giacomo Boschetti）伯爵於1494年被弗朗切斯科二世·貢扎加授予。[40]
- 布扎卡里尼-貢扎加（Buzzaccarini-Gonzaga）：安東尼奧·布扎卡里尼侯爵（Antonio Buzzaccarini）於1706年被斐迪南多·卡洛公爵授予。[41]
- 卡爾維薩尼-貢扎加（Calvisani o Calvisano-Gonzaga）：喬凡尼·瑪麗亞·卡爾維薩尼（Giovanni Maria Calvisani）於福爾諾沃戰役在弗朗切斯科二世的軍隊中擔任隊長，作為獎勵獲得。[42]

涅布里尼-貢扎加徽章

- 坎迪達-貢扎加（Candida-Gonzaga）：較著名的成員是貝拉爾多·坎迪達-貢扎加（義大利語：Berardo Candida Gonzaga），一個義大利歷史及語言學家。[43]
- 考齊-貢扎加（Cauzzi-Gonzaga）：較著名的成員是費德里科二世的情婦伊莎貝拉·博斯凱提（英语：Isabella Boschetti）的丈夫弗朗切斯科·考齊-貢扎加（Francesco Cauzzi Gonzaga）。[44]
- 費德利-貢扎加（Fedeli-Gonzaga）：較著名的成員是馬可·費德利-貢扎加（義大利語：Marco Fedeli Gonzaga），於1574－1583年任曼托瓦大主教。
- 菲蘭吉埃里·迪·坎迪達-貢扎加（Filangieri di Candida-Gonzaga）：這是由貝拉爾多·坎迪達-貢扎加的兒子安東尼奧·菲蘭吉埃里·迪·坎迪達-貢扎加（Antonio Filangieri di Candida Gonzaga，1868－1916年）於1859年12月15日受到批准，將原姓菲蘭吉埃里加上貢扎加。[45]
- 貢扎加-米須科什（義大利語：Myszkowscy）（Gonzaga-Myszkowski）：波蘭貴族齊格蒙特·貢扎加-米須科什（義大利語：Zygmunt Gonzaga Myszkowski）於1597年被曼托瓦公爵文琴佐一世·貢扎加授予加入姓氏。
- 圭里埃里-貢扎加（義大利語：Guerrieri Gonzaga）：代表人物是樞機主教切薩雷·圭里埃里-貢扎加（義大利語：Cesare Guerrieri Gonzaga）以及義大利王國參議員卡洛·圭里埃里-貢扎加（義大利語：Carlo Guerrieri Gonzaga）及安塞爾莫·圭里埃里-貢扎加（義大利語：Anselmo Guerrieri Gonzaga）。
- 涅布里尼-貢扎加（義大利語：Nembrini Gonzaga）：涅布里尼家族的卡洛·涅布里尼-貢扎加（Carlo Nembrini Gonzaga，1667－1704年）作為公爵的國務顧問，於1693年被斐迪南多·卡洛公爵授予作為家族姓氏，著名成員有樞機主教切薩雷·涅布里尼-皮洛尼-貢扎加（義大利語：Cesare Nembrini Pironi Gonzaga）。[46][47][48]
- 皮科（義大利語：Pico (famiglia)）-貢扎加（Pico-Gonzaga）[49]：卡薩萊蒙費拉托的喬凡尼·安東尼奧·皮科（Giovanni Antonio Pico di Casale）於1495年獲准將貢扎加加入姓氏。[50]
- 瓦倫蒂-貢扎加（義大利語：Valenti Gonzaga）：由弗朗切斯科二世於1518年授予姓氏，代表人物為卡洛二世·貢扎加-尼維爾的駐威尼斯共和國大使、耶穌基督寶血騎士團（英语：Blood of Jesus Christ (military order)）騎士奧多阿爾多·瓦倫蒂-貢扎加（Odoardo Valenti Gonzaga）及希爾維奧·瓦倫蒂-貢扎加（英语：Silvio Valenti Gonzaga）樞機與他的姪子同樣也是樞機的路易吉·瓦倫蒂-貢扎加（英语：Luigi Valenti Gonzaga），另外藉由特蕾莎·瓦倫蒂-貢扎加（義大利語：Teresa Valenti Gonzaga）與弗朗切斯科·阿里發貝內（Francesco Arrivabene，1783－1862）伯爵的婚姻，開啟了阿里發貝內-瓦倫蒂-貢扎加支系。[51]

### 透過婚姻產生的分支

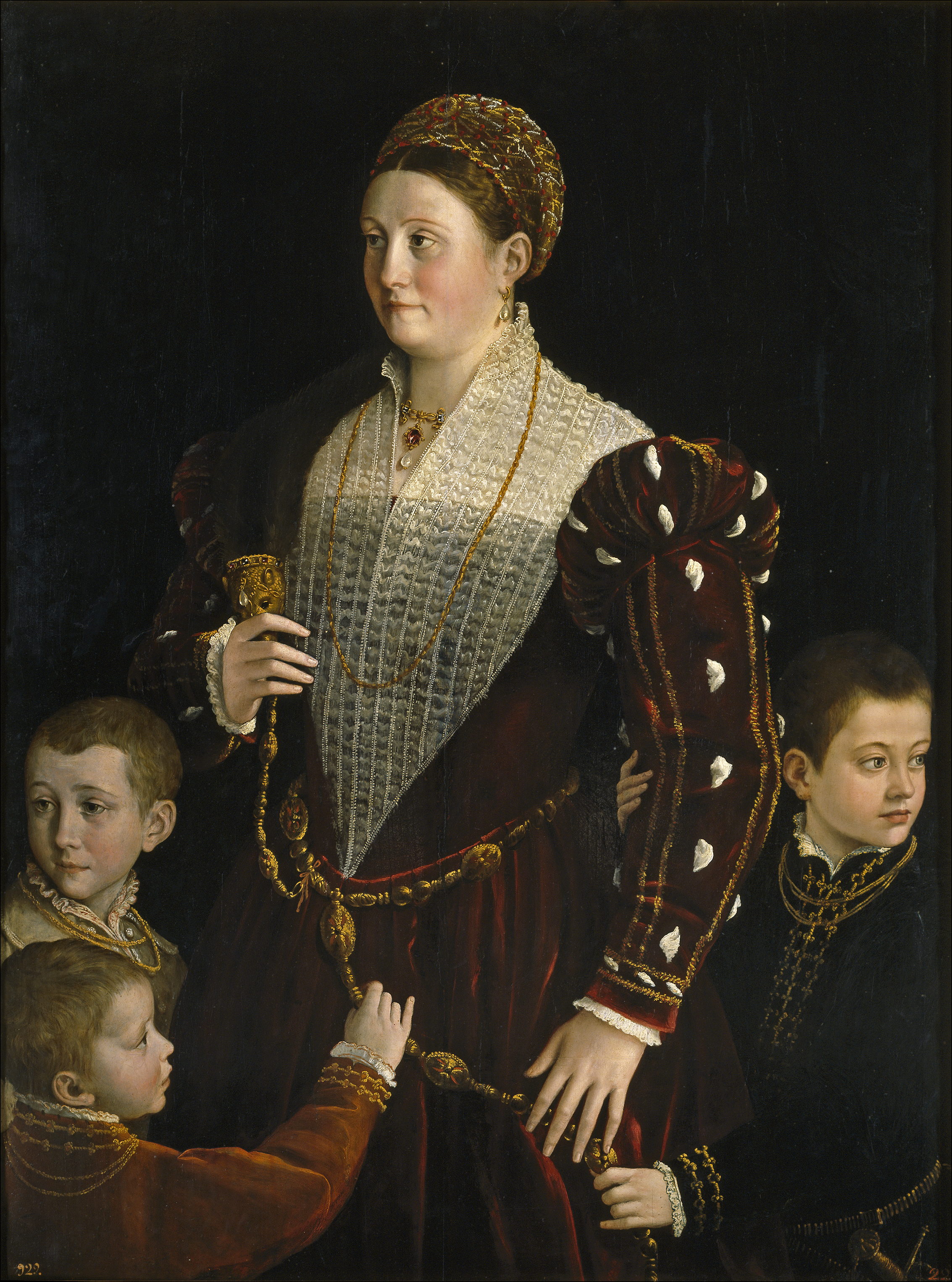
帕爾米賈尼諾繪的卡蜜拉·貢扎加肖像

- 貢扎加-科隆納（Gonzaga-Colonna）：這個分支是由薩比奧內塔伯爵路易吉·貢扎加（英语：Louis Gonzaga (Rodomonte)）與伊莎貝拉·科隆納（義大利語：Isabella Colonna）的婚姻所產生的，已於1637年絕嗣。[52]
- 卡塔拉諾-貢扎加（義大利語：Catalano Gonzaga）：這個分支是由切雷拉（Cirella）及格里索利亞公爵安德烈亞·卡塔拉諾（Andrea Catalano）與黛安娜·貢扎加（義大利語：Diana Gonzaga）的婚姻所產生的，現存。[53][54][55]
- 科羅瑞多（英语：Colloredo-Mansfeld）-貢扎加（Colloredo-Gonzaga）：這個分支是由韋斯科瓦托親王奧塔維奧二世·貢扎加（義大利語：Ottavio II Gonzaga）的女兒埃萊奧諾拉（Eleonora Gonzaga，1699－1779年）與卡洛·盧多維科·科羅瑞多伯爵（Carlo Ludovico Colloredo）於1721年的婚姻所產生的。[56]
- 貢扎加-帕雷德斯（Gonzaga-Parédes）：這個分支是由瓜斯塔拉公爵切薩雷二世·貢扎加（英语：Cesare II Gonzaga）的二子維斯帕夏諾·文琴佐·貢扎加（英语：Vespasiano Vincenzo Gonzaga）與其妻子第十任佩雷德斯·德·納瓦女伯爵（Conte di Paredes de Nava）瑪麗亞·伊內斯·曼里克·德·拉拉（María Inés Manrique de Lara）的婚姻所產生的。[57]
- 格里馬尼（英语：Grimani family）-貢扎加（Grimani-Gonzaga）：這個分支是由第四任博佐洛侯爵盧多維科·弗朗切斯科·貢扎加（義大利語：Ludovico Francesco Gonzaga）的女兒埃萊娜（Elena Gonzaga）與威尼斯貴族安東尼奧·格里馬尼（Antonio Grimani）的婚姻所產生的。[58]
- 皮尼亞泰利（英语：House of Pignatelli）-貢扎加（Pignatelli-Gonzaga）：這個分支是由蘇法利諾公爵弗朗切斯科·貢扎加（義大利語：Francesco Gonzaga (1684-1758)）的女兒瑪麗亞·露易莎·貢扎加（義大利語：Maria Luisa Gonzaga）嫁給了第五任莫拉侯爵尤阿金·阿納斯塔西奧·皮尼亞泰利（Joaquin Anastasio Pignatelli de Aragon y Moncayo，1724－1776年）後所產生的。[59]
- 羅西（義大利語：Rossi di Parma）-貢扎加（Rossi-Gonzaga）：這個分支是由費德里科最小的兒子喬凡尼·貢扎加（英语：Giovanni Gonzaga）的女兒卡蜜拉·貢扎加（義大利語：Camilla Gonzaga）於1523年嫁給聖塞孔多帕爾門塞侯爵皮埃爾·瑪麗亞三世·德·羅西（英语：Pier Maria III de' Rossi）後產生的。[60]
- 斯科蒂（義大利語：Scotti (famiglia)）-貢扎加（Scotti-Gonzaga）：這個分支是由諾韋拉拉領主弗朗切斯科一世·貢扎加-諾韋拉拉（義大利語：Francesco I Gonzaga-Novellara）的女兒阿洛伊西婭·貢扎加（義大利語：Aloisia Gonzaga）與韋哥雷諾（義大利語：Vigoleno）侯爵喬凡尼·瑪麗亞·斯科蒂（Giovanni Maria Scotti）於1400年結婚後產生的。[61]

### 其他分支
有一支名為波納文圖拉·科拉迪的貢扎加家族是由科拉迪家族的波納文圖拉·科拉迪創立於1260年代的，這個分支嚴格來說並不屬於日後成為曼托瓦領主的貢扎加家族，只能說他們都有共同的祖先，這個家族曾於1509年被任命為阿索拉及洛納托德爾加爾達的執政官（podestà），已於1746年絕嗣。

## 家族徽章
貢扎加家族在其漫長的歷史中曾多次改變他們的徽章，在1328年奪權後，盧多維科一世使用金色與黑色交錯的水平條紋作為盾徽，在被封為侯爵後，於1433年家族徽章中首次出現神聖羅馬帝國的標誌黑鷹和象徵代表12世紀曼托瓦鎮的紅色十字圖案，原來的盾徽則被移到正中央。於1575年開始在徽章中加入女方的家族徽章。
家族的分支通常也都沿用主系的徽章，只有博佐洛領主朱利奧·切薩雷·貢扎加·迪·博佐洛與薩比奧內塔領主維斯帕夏諾一世·貢扎加-科隆納例外，朱利奧將中心盾徽改為自己於1593年被賦予的徽章，而維斯帕夏諾則是完全不採用主系徽章，使用自己的徽章。
下面是貢扎加主系及訥韋爾系在位時使用的徽章列表：
| 徽章      | 使用時間       | 註釋 |
| --------- | -------------- | --- |
|           | 12世紀－1328年 | 黑色背景上的3隻山羊，貢扎加家族的前身科拉迪家族的徽章，於12世紀開始使用直到驅逐博納科爾西家族隔年的1328年。 |
|           | 1328－1389年   | 黑金交錯的平行條紋圖案，黑金是皇帝派的顏色（神聖羅馬帝國的國徽就是這個配色），而平行條紋交錯代表加冕皇帝的繃帶。是貢扎加家族最早的家族徽章，由盧多維科一世·貢扎加於1328年開始使用。但有些學者認為應是黑白不是黑金。 |
|           | 1389－1391年   | 弗朗切斯科一世·貢扎加娶了阿妮埃塞·維斯孔蒂後，於1389年將維斯孔蒂家族徽章加入。 |
|           | 自1394年       | 弗朗切斯科一世於1394年被神聖羅馬帝國皇帝瓦茨拉夫四世封為市民官後，被允許將波西米亞國徽（雄獅）加入徽章中。 |
|           | 自1433年       | 吉安弗朗切斯科一世·貢扎加於1433年被神聖羅馬帝國皇帝西吉斯蒙德升為侯爵後將象徵帝國的單頭鷹加入徽章，並且也加入了曼托瓦自12世紀起使用的紅色十字市徽。 |
|           | 1510－1519年   | 弗朗切斯科二世·貢扎加於1510年獲得軍銜教會旗手後，將原本中間的家族徽章改為象徵教宗的金銀鑰匙。 |
|           | 1510－1519年   | 同樣是弗朗切斯科二世在位時使用的徽章，是前一個的變種，將原本的家族徽章置於金銀鑰匙前。 |
| 詳細徽章: | 自1575年       | 古列爾莫·貢扎加於1575年將母系瑪格麗塔·帕雷歐羅加的巴列奧略王朝的徽章加入，左上角及右下角為拜占庭帝國的徽章，中排第一個徽章是耶路撒冷王國的徽章，中排第二是阿拉貢聯合王國的徽章，中排第三個是蒙費拉托侯國的徽章，左下角是薩克森的徽章，下排第二個則是巴爾公國的徽章，他也將四隻帝國黑鷹改為展翅的動作及將鷹頭方向改變。 |
|           | 自1588年       | 文琴佐一世·貢扎加是神聖羅馬帝國皇帝斐迪南一世的外孫，他被獲准將奧地利大公國的徽章及象徵帝國的皇冠加入到徽章上方。 |
|           | 自1627年       | 貢扎加-訥韋爾的卡洛一世·貢扎加得到爵位後將家族徽章大幅度修改，他除了保留原本的徽章外，加入了克利夫公國、拉馬克家族、阿圖瓦伯國、布拉班特公國、勃艮第、勒泰勒、阿爾布雷特家族以及阿朗松的標誌。 |

## 鑄造錢幣

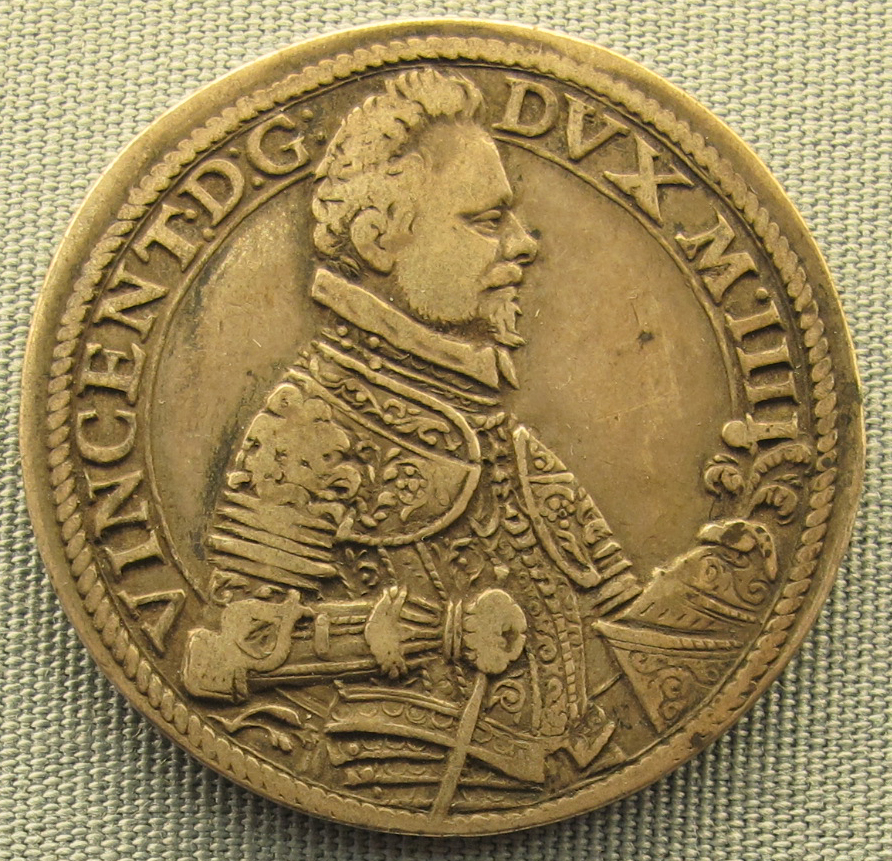
文琴佐一世肖像錢幣（1595年）

貢扎加也像其他歐洲貴族一樣，享有鑄造精美壓花錢幣的特權。在驅逐博納科爾西家族後第一個鑄造錢幣的貢扎加成員是盧多維科一世以及他的兒子圭多，而第一個將自己肖像印在錢幣上的統治者則是盧多維科三世，在他之後的統治者紛紛效仿這種作法，以增加家族的威信。
費德里科二世在與瑪格麗塔·帕雷歐羅加結婚後（1531年）啟用了位於蒙費拉托的造幣廠。家族的一些分支也於16世紀開始鑄造屬於自己的小金幣（zecche minori）。文琴佐二世在位晚期，公國的造幣文化開始式微。

## 貢扎加的收藏

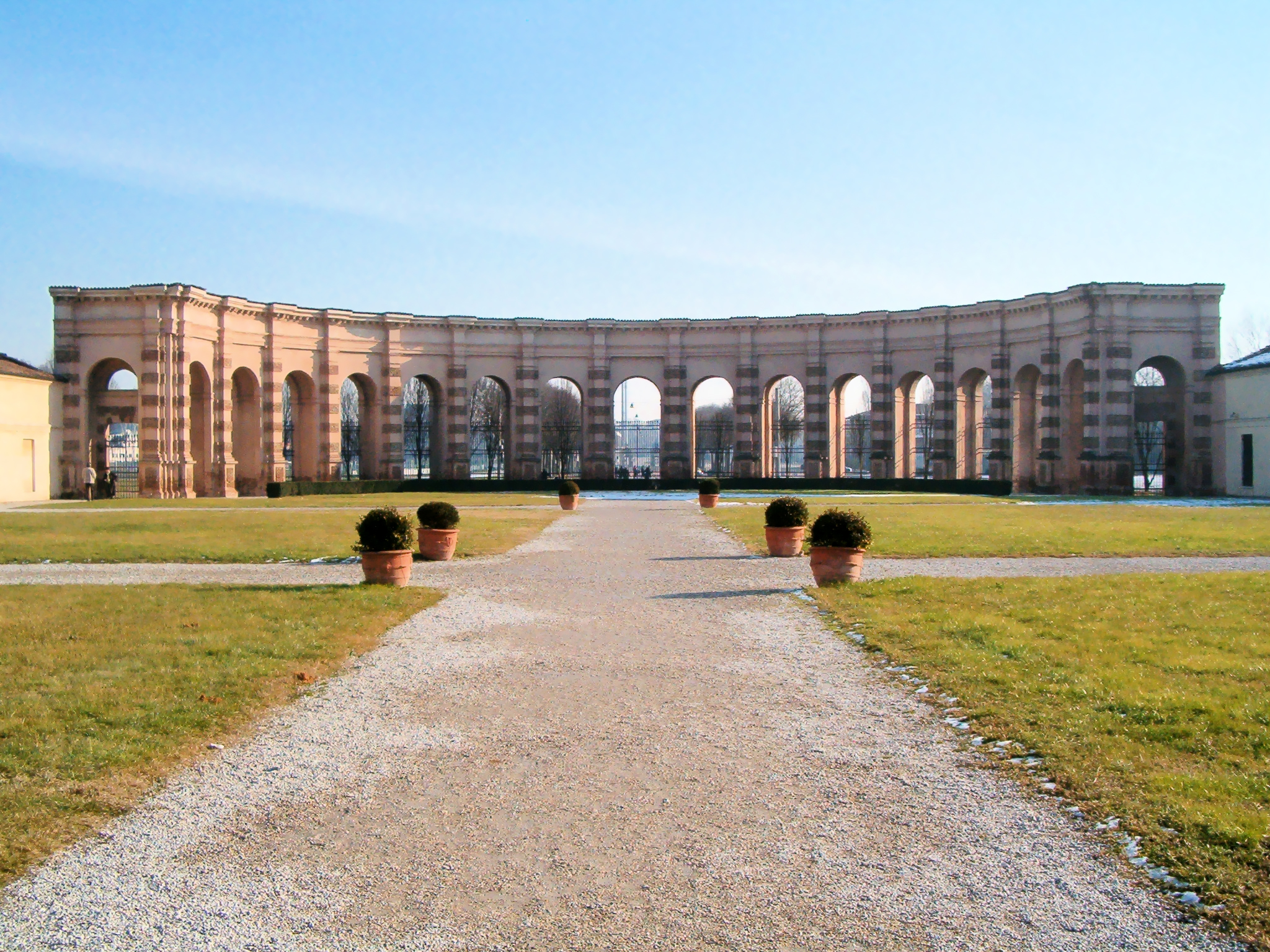
除了公爵宮，特宮中也存放非常多的藝術品

貢扎加家族不只收藏了珍貴的藝術作品，自15世紀起，他們也對馬匹的飼養感興趣（可參見義大利與維基百科貢扎加的馬），不僅是為了娛樂也是為了戰爭。
貢扎加家族的收藏包含他們圖書館豐富的收藏，其中有許多動物學、植物學的書籍。他們在自己的土地上建立起了動物園，動物園中有鴕鳥、獅子、獵鷹及獵犬，這是當時富有權勢的貴族才能享有的權利，費德里科二世甚至要求外國人幫他培訓用來打獵的豹以及訓練獴科獵捕蛇以及鱷魚。
曼托瓦的統治者們也收集小型畫、羅馬人的獎章以及象牙而伊莎貝拉·埃斯特費盡心思收集貝殼、珊瑚、珍稀魚類的牙齒。除此之外貢扎加家族還收藏了大量的寶石、鑽石、珍珠以及亞美尼亞紅玄武土製品。

### 天上藝廊
貢扎加的收藏稱為天上藝廊（La Celeste Galeria），貢扎加贊助過非常多的藝術家如安德烈亞·曼特尼亞、羅倫佐·科斯塔、科雷吉歐、提香、朱利奧·羅馬諾、丁托列托、喬瓦尼·巴里奧尼、小法蘭斯‧波虞爾伯斯、圭多·雷尼、彼得·保羅·魯本斯、多梅尼基諾、盧多維科·東迪及多梅尼科·費提等人，被貢扎加青睞的藝術家往往會因此聲望大增，而家族被形容為是僅次於教宗及美第奇家族後最重要的收藏家。
曼托瓦公爵斐迪南多·貢扎加對藝術品極其熱愛，他甚至親自主持對家族藏品按照藝術家重新整理、編目，貢扎加總共有超過20,000件藏品，其中包含1,800幅珍貴的名畫，可譽為歐洲最重要的博物館。儘管非常熱愛藝術品，斐迪南多在他統治後期不得不變賣部分藏品以應付緊縮的財務狀況。他的弟弟文琴佐二世時期更是捉襟見肘，被迫變賣約150件畫作以及雕塑給英王查理一世。很可惜的是有許多藏品都在曼托瓦爵位繼承戰爭中的1630年，遭到神聖羅馬帝國派遣的傭兵掠奪或破壞，天上藝廊不復存在。而現今家族收藏散落在歐洲及美洲的博物館，很大一部分家族收藏現藏於倫敦漢普敦宮、巴黎羅浮宮、馬德里普拉多博物館、慕尼黑老繪畫陳列館及維也納藝術史博物館，而剩餘的家族收藏分散在歐洲各地或北美的博物館，極少部分還存放在曼托瓦的公爵宮。

### 安布拉斯堡貢扎加肖像畫
家族一系列的肖像畫現在收藏於維也納藝術史博物館，這些肖像原本收藏於安布拉斯堡，是由著名的肖像及盔甲收藏家奧地利的斐迪南二世所收藏的，他會有這些肖像主要是由他的第二任妻子，古列爾莫·貢扎加的女兒安娜·卡特琳娜·貢扎加協助收藏的。這一系列由宮廷畫家所繪的肖像畫有33幅，5幅來自貢扎加主系、6幅來自瓜斯塔拉系、4幅韋斯科瓦托系、8幅薩比奧內塔及博佐洛系、5幅盧扎拉系和5幅戈夫雷多堡、卡斯蒂廖內及蘇法利諾系。

## 貢扎加成功的原因
貢扎加可以統治曼托瓦400年主要有以下幾個關鍵因素：

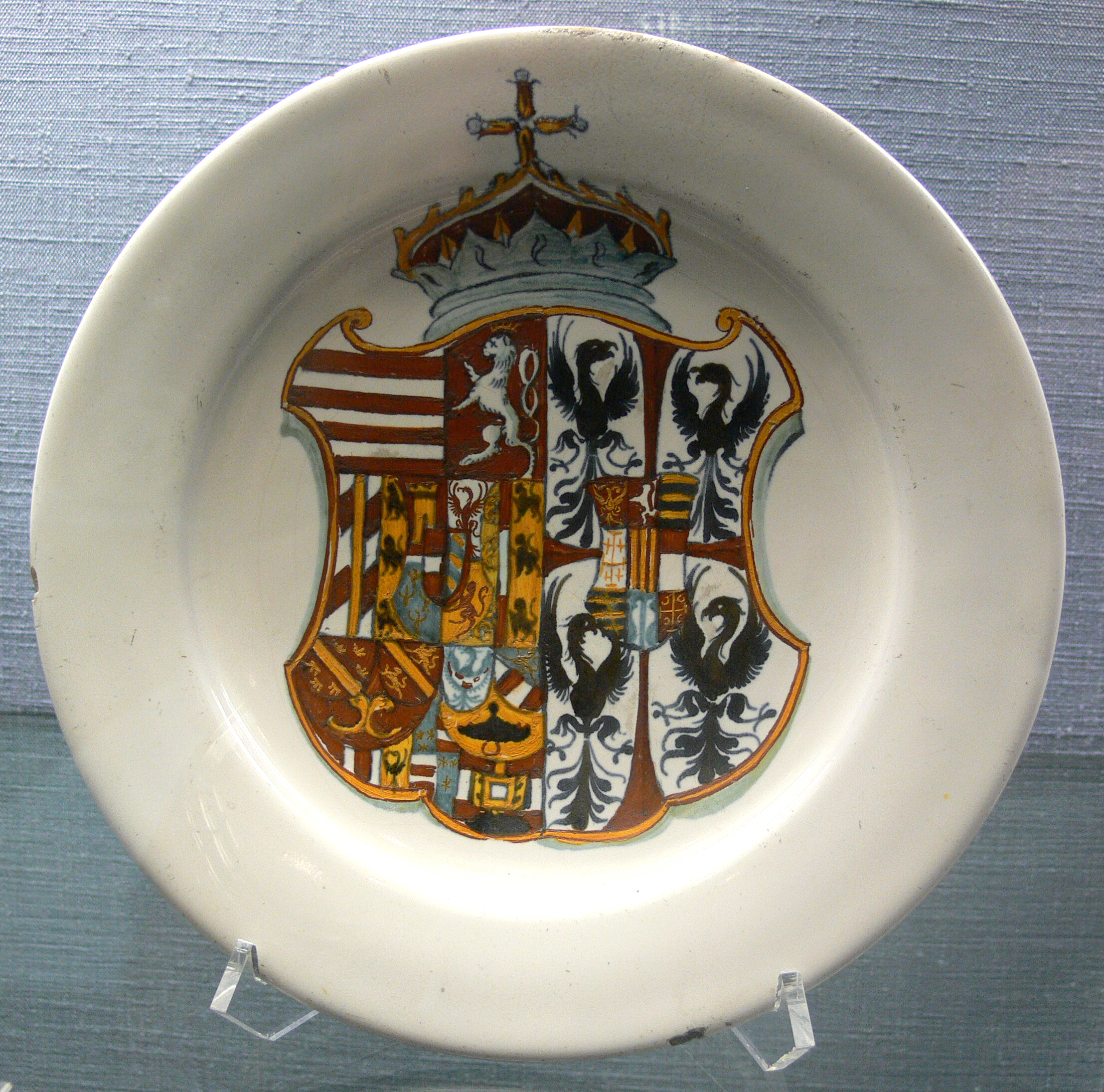
繪有哈布斯堡與貢扎加徽章的盤子，1582－1595年，柏林裝飾藝術博物館藏

- 財富

貢扎加家族的前身科拉迪-貢扎加在成為曼托瓦領主前已經累積了非常廣闊的地產，佔了曼托瓦公國約十分之一的土地 ，統治曼托瓦後於16世紀開始種植小麥。由於這個緣故，曼托瓦在文藝復興時期成為了一個人口眾多、文化豐富的藝術之都，可以媲美威尼斯、佛羅倫斯與羅馬。
- 與威尼斯的貿易

由於生產產量豐富的小麥，家族可以將多餘的糧食售予威尼斯共和國，並將收益投資回城市上。
- 熟練的政治手腕

他們盡量對周邊國家如威尼斯共和國、米蘭公國、費拉拉公國及教宗國保持著平衡關係，並派遣大使至幾乎所有歐洲的宮廷中。
- 聯姻政策

由於家族還算富裕，他們藉著與其他周邊國家的聯姻來加強自己的勢力，如與神聖羅馬帝國的霍亨索倫王朝、維特爾斯巴赫王朝、哈布斯堡家族，西班牙的阿瓦洛斯家族、義大利南部的卡拉法家族、卡拉喬洛家族、皮尼亞泰利家族及其他義大利著名家族如博羅梅奧家族、甘巴拉家族、馬拉斯皮納家族、埃斯特家族、本蒂沃利奧家族、馬拉泰斯塔家族、奧爾德拉菲家族、奧爾西尼家族、科隆納家族、美第奇家族、薩伏依家族、蒙特費爾特羅家族、多里亞家族及帕雷歐羅加家族聯姻。
- 與神聖羅馬帝國的關係

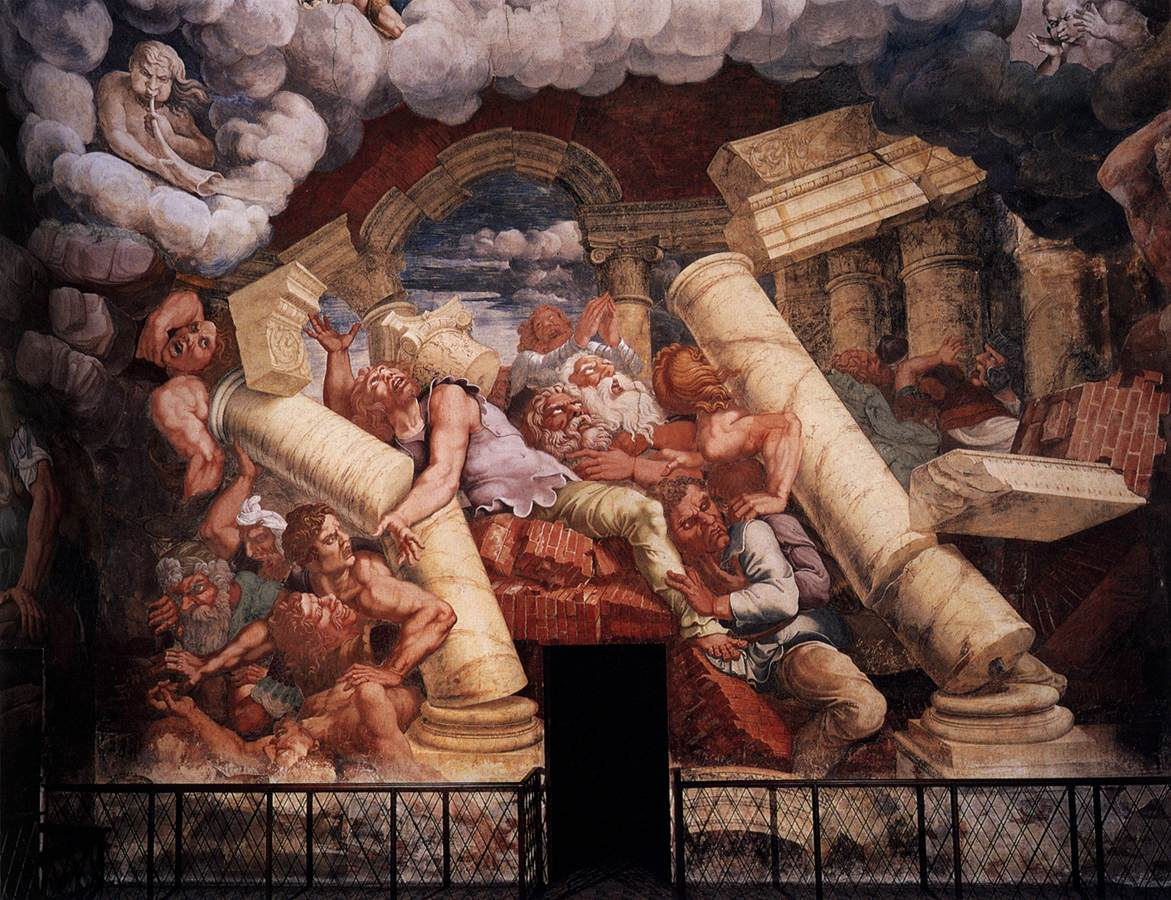
巨人大廳（Sala dei Giganti）壁畫，朱利奧·羅馬諾繪，位於曼托瓦的特宮

貢扎加家族精明的政策讓家族與神聖羅馬帝國有著緊密的關係。
-吉安弗朗切斯科一世·貢扎加讓自己的兒子盧多維科三世·貢扎加與神聖羅馬帝國皇帝西吉斯蒙德的姪女布蘭登堡的芭芭拉結婚。
-曼托瓦公爵弗朗切斯科三世·貢扎加於1549年娶了皇帝斐迪南一世的女兒奧地利的凱特琳，弗朗切斯科三世的繼任者古列爾莫·貢扎加娶了斐迪南一世的另外一個女兒奧地利的艾蕾諾爾。
-古列爾莫的女兒安娜·卡特琳娜·貢扎加嫁給了斐迪南一世的次子奧地利的斐迪南二世。
-曼托瓦公爵文琴佐一世·貢扎加的女兒艾蕾諾拉·貢扎加於1622年嫁給了皇帝斐迪南二世，而埃萊奧諾拉的姪女奧地利的伊莎貝拉·克拉拉則於1649年嫁給了她的表親曼托瓦公爵卡洛二世·貢扎加-尼維爾。
-卡洛二世的妹妹艾蕾諾拉·貢扎加-尼維爾於1651年嫁給了斐迪南二世的長子皇帝斐迪南三世。
- 藝術贊助者

作為慷慨的藝術贊助者 ，貢扎加家族成功吸引到不同時期歐洲及義大利的偉大藝術家，盧多維科三世任命安德烈亞·曼特尼亞為宮廷畫家，並委託萊昂·巴蒂斯塔·阿爾伯蒂建造聖安德烈亞大殿。弗朗切斯科二世的妻子伊莎貝拉·埃斯特讓曼托瓦成為歐洲最大的藝術收藏中心之一 ，她擁有高超的藝術鑑賞力，除了收藏許多精美的藝術品外，也贊助許多詩人、作家如彼得羅·本博、馬特奧·班德羅、阿里奧斯托及貝納爾多·塔索，他們將自己的作品寄給她，因為貢扎加宮廷可說是那時唯一一個能提供如此深富文化氣息的人文交遊環境，在這方面甚至還勝過埃斯特家族的費拉拉宮廷。

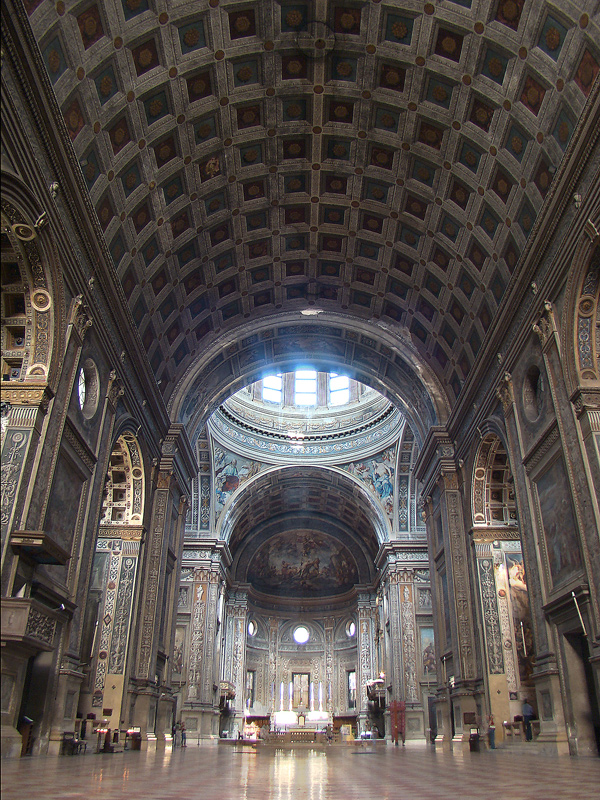
位於曼托瓦的聖安德烈亞大殿內部

伊莎貝拉的兒子費德里科二世則委託拉斐爾的徒弟朱利奧·羅馬諾修建特宮。費德里科二世的孫子文琴佐一世也是那個時代非常重要的收藏家，他任命彼得·保羅·魯本斯為宮廷畫家。斐迪南多·貢扎加曾贊助法蘭德斯畫家安東尼·范戴克、多梅尼科·費提、卡洛·薩拉切尼及弗朗西斯科·阿爾巴尼，並委託他們裝飾費沃麗塔別墅。
- 主教及樞機

家族總共出了10位樞機及13位主教，其中有五位是曼托瓦教區主教，早在1418年，教宗馬丁五世就曾在曼托瓦舉行為期數月的會議，1459年，教宗庇護二世在曼托瓦舉行曼托瓦會議，會議上宣布反對征討鄂圖曼帝國。1559年的教宗選舉埃爾科萊·貢扎加僅以5票之差落敗。
- 僱傭軍

貢扎加家族的財富也與擔任僱傭兵有關，吉安弗朗切斯科一世·貢扎加於1410年開啟了僱傭軍生涯，他曾先後為威尼斯及米蘭服務，一個小國要能生存的關鍵，很重要的一點是能夠為大國提供軍事援助以換取保護。
- 猶太人

曼托瓦的猶太社區最早於1145年發展，貢扎加家族鼓勵猶太人移民至他們的國家，主要是為了吸引猶太銀行家，貢扎加家族常常在危機時刻得到他們大量的貸款援助。
- 帝國封地

貢扎加從中世紀時期就是神聖羅馬帝國的封地，因為與帝國良好的關係，費德里科二世·貢扎加於1530年由查理五世封為曼托瓦公爵。

## 家族居所
貢扎加家族在義大利及法國有非常多處居所，目前已知至少有134個，其中絕大多數位於曼托瓦省，完整名單可以參考義大利語維基百科貢扎加的居所，下面簡單舉出幾處較為知名的：

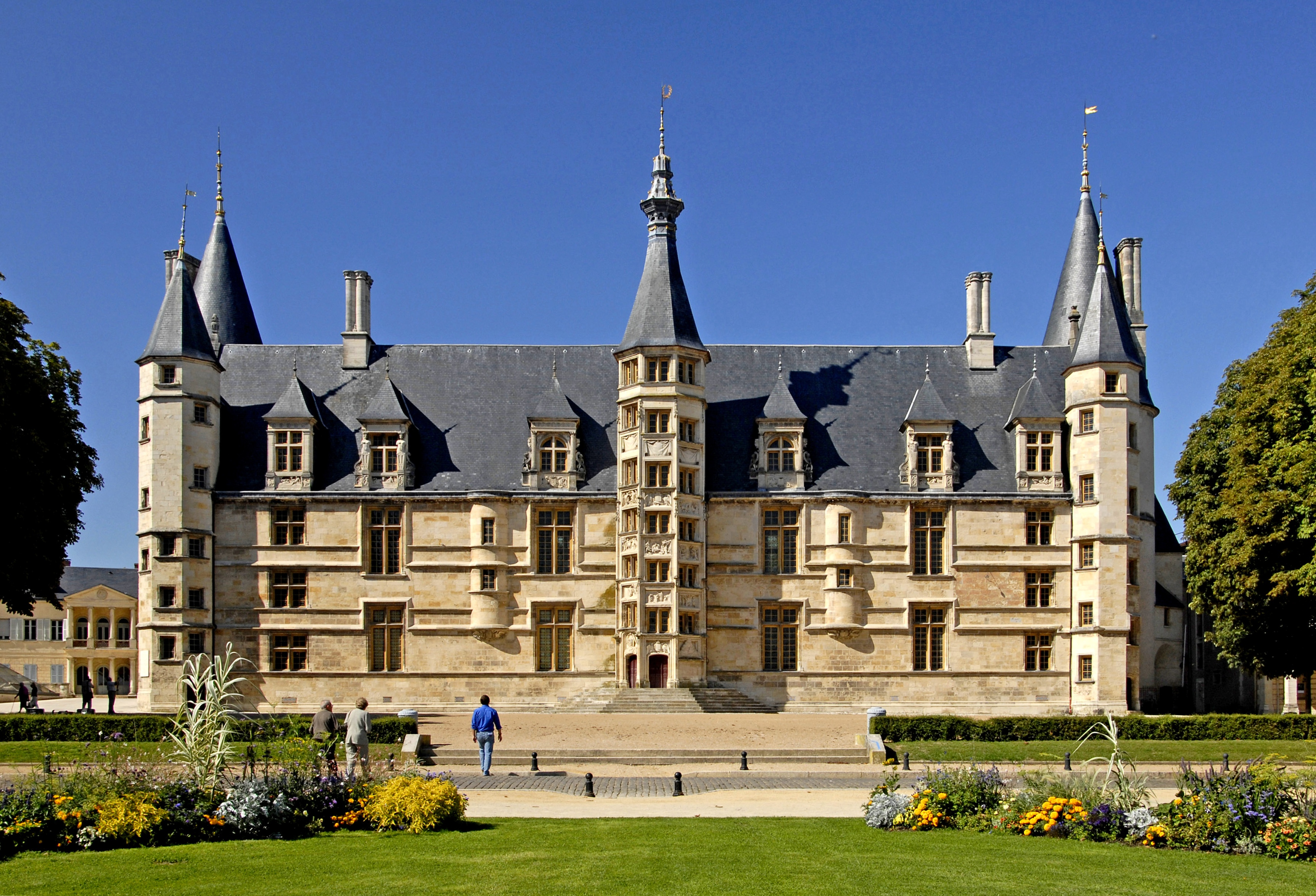
位於訥韋爾的公爵宮

- 公爵宮：又稱為貢扎加宮（Reggia dei Gonzaga），最早建於13世紀原本是博納科爾西家族的居所，貢扎加家族掌權後成為官方宅邸，歷任曼托瓦公爵大多都居住在此，是一個龐大的宮殿建築群。
- 特宮：修建於1524年至1534年期間，由費德里科二世委託拉斐爾的徒弟朱利奧·羅馬諾設計。
- 薩比奧內塔的公爵宮（義大利語：Palazzo Ducale (Sabbioneta)）：薩比奧內塔領主維斯帕奇諾一世·貢扎加-科隆納（義大利語：Vespasiano I Gonzaga）下令建造，於1559－1578年建造。
- 羅迪戈堡（義大利語：Castello di Rodigo）：位於羅迪戈，建立在中世紀時期，由維斯帕奇諾一世於1582年重建，於1591年傳到文琴佐一世手上。
- 貢扎加-阿切爾比宮（義大利語：Palazzo Gonzaga-Acerbi）：位於戈夫雷多堡，為一中世紀建築，盧多維科·貢扎加(曼托瓦主教)（義大利語：Ludovico Gonzaga (vescovo di Mantova)）於1480年購得並委託埃爾梅斯·弗拉維奧·德·博尼斯（義大利語：Ermes Flavio de Bonis）重新整修，於1511年成為戈夫雷多侯爵阿洛伊西奧·貢扎加（義大利語：Aloisio Gonzaga）的居所。
- 德拉·馬奇納宮（義大利語：Palazzo della Macina）：位於盧扎拉，由盧卡·范切利（英语：Luca Fancelli）設計，盧扎拉侯爵的居所。
- 帕雷歐羅加堡（義大利語：Castello dei Paleologi (Casale Monferrato)）：位於蒙費拉托，由蒙費拉托侯爵喬凡尼二世·帕雷歐羅加（英语：John II, Marquess of Montferrat）於1352年下令建造，費德里科二世獲得蒙費拉托後成為家族的居所。
- 訥韋爾公爵宮：位於法國訥韋爾，修建於15－16世紀，貢扎加-訥韋爾系擔任訥韋爾公爵時曾住過此地。

## 曼托瓦的宗教建築及貢扎加家族墓地

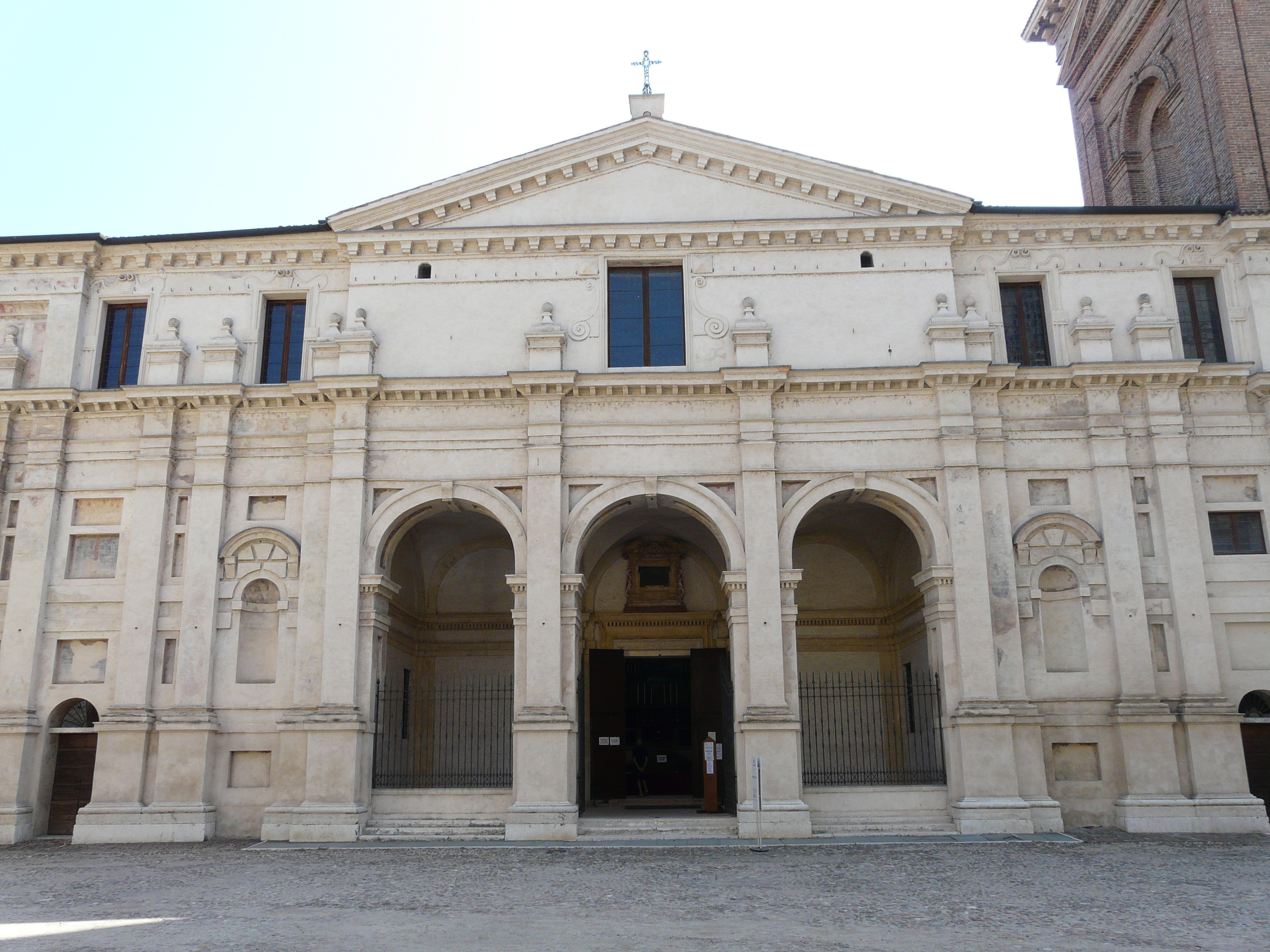
位於曼托瓦公爵宮的聖芭芭拉帕拉提納大殿立面

貢扎加家族也是虔誠的天主教徒，興建了多處教堂，也當作家族成員死後埋葬地點，這些教堂數量龐大，詳細名單請參考義大利語維基百科貢扎加家族墓地，在此列出幾座較為著名的教堂：
- 聖弗朗切斯科教堂（英语：San Francesco (Mantua)）：當中的聖盧多維科禮拜堂（cappella di San Ludovico）是家族第一座墓地。
- 祝福聖母感恩聖殿（義大利語：Santuario della Beata Vergine delle Grazie (Curtatone)）：弗朗切斯科一世·貢扎加（英语：Francesco I Gonzaga）下令興建，也是一個家族埋葬地點。
- 聖瑪麗亞勝利教堂（英语：Santa Maria della Vittoria, Mantua）：弗朗切斯科二世·貢扎加下令興建。
- 聖塞巴斯提諾教堂（英语：San Sebastiano (Mantua)）：盧多維科三世·貢扎加下令興建。
- 聖保祿教堂（義大利語：Chiesa di Santa Paola）：吉安弗朗切斯科一世·貢扎加（英语：Gianfrancesco I of Gonzaga）下令建造，也是一個家族埋葬地點。
- 聖烏蘇拉教堂（英语：Church of Sant'Orsola (Mantua)）：由費拉拉公爵夫人瑪格麗塔·貢扎加（英语：Margherita Gonzaga, Duchess of Ferrara）下令建造。
- 聖芭芭拉宮殿宗座聖殿（義大利語：Basilica palatina di Santa Barbara）：位於曼托瓦公爵宮，古列爾莫·貢扎加下令興建，也是一個家族埋葬地點。
- 聖安德烈亞大殿：盧多維科三世·貢扎加下令興建，也是一個埋葬地點。
- 曼托瓦主教座堂：也是一個家族埋葬地點。

## 家族著名人物

### 重要宗教人士
除了世襲頭銜外，如同許多義大利貴族世家，貢扎加家族有許多成員從事聖職（包括樞機、主教、修士、修女以及其他為教會服務的職業），估計共佔了五分之一的家族成員，下面列出較為重要的聖人及樞機。

#### 聖人
| 畫像 | 姓名            | 出生日期     | 死亡日期      | 列福                             | 列聖                               | 備註                                                                               |
|      | 聖路易吉·貢扎加 | 1568年3月9日 | 1591年6月21日 | 1605年10月19日由教宗保祿五世列福 | 1726年12月31日由教宗本篤十三世列聖 | 作為長子，他於1579年放棄繼承卡斯蒂廖內侯爵頭銜及領地，轉而由他的弟弟魯道爾弗繼承。 |

#### 樞機
| 畫像 | 姓名                 | 出生日期       | 擢升樞機                             | 死亡日期       | 備註 |
|      | 弗朗切斯科·貢扎加    | 1444年3月19日  | 1461年12月18日由教宗庇護二世擢升     | 1483年10月21日 | 曼托瓦侯爵盧多維科三世·貢扎加的次子。 |
|      | 西吉斯蒙多·貢扎加    | 1469年         | 1505年12月1日由教宗利奧二世擢升      | 1525年10月3日  | 曼托瓦侯爵費德里科一世·貢扎加的次子。 |
|      | 埃爾科萊·貢扎加      | 1505年11月23日 | 1527年5月3日由教宗克萊門特七世擢升   | 1563年3月2日   | 曼托瓦侯爵弗朗切斯科二世·貢扎加的次子。 |
|      | 皮洛·貢扎加          | 1505年         | 1527年11月21日由教宗克萊門特七世擢升 | 1529年1月28日  | 薩比奧內塔伯爵盧多維科·貢扎加 (1480-1540)的次子。 |
|      | 弗朗切斯科·貢扎加    | 1538年12月6日  | 1561年2月26日由教宗庇護四世擢升      | 1566年1月6日   | 瓜斯塔拉公爵費蘭特·貢扎加的次子 |
|      | 費德里科·貢扎加      | 1540年         | 1563年1月6日由教宗庇護四世擢升       | 1565年2月22日  | 曼托瓦公爵費德里科二世·貢扎加的幼子，於1564年10月16日起成為天主教曼托瓦教區主教，直到他過世。                                                                                                |
|      | 喬凡尼·文琴佐·貢扎加 | 1540年9月8日   | 1578年2月21日由教宗格雷戈里八世擢升  | 1591年12月23日 | 瓜斯塔拉公爵費蘭特·貢扎加的四子。 |
|      | 希皮歐內·貢扎加      | 1542年11月11日 | 1587年12月18日由教宗西斯都五世擢升   | 1593年1月11日  | 聖馬蒂諾-達拉爾吉內領主卡洛·貢扎加的次子。 |
|      | 斐迪南多·貢扎加      | 1587年4月29日  | 1607年12月由教宗保祿五世擢升         | 1626年10月29日 | 曼托瓦公爵文琴佐一世·貢扎加的次子，於1607年被保祿五世擢升為樞機，因為他的哥哥曼托瓦公爵弗朗切斯科四世上任不到1年便去世了，他於1612年辭去樞機職務並繼承爵位。                                 |
|      | 文琴佐二世·貢扎加    | 1594年1月7日   | 1615年12月2日由教宗保祿五世擢升      | 1627年12月25日 | 文琴佐一世的四子，他為了與自己的堂妹，諾韋拉拉伯爵阿方索一世·貢扎加的女兒伊莎貝拉·貢扎加結婚，並於婚後隔年離職，因為此舉他被保祿五世剝奪一切教會權利，他也在他的哥哥們去世後接任曼托瓦公爵。 |

#### 其他分支的樞機
| 畫像 | 姓名                          | 出生日期       | 擢升樞機                               | 死亡日期       | 備註                                                                                                 |
|      | 希爾維奧·瓦倫蒂-貢扎加        | 1690年3月1日   | 1738年12月19日由教宗克萊門特十二世擢升 | 1756年8月28日  | 瓦倫蒂家族因為於14世紀援助貢扎加家族而被允許將貢扎加加入姓氏中，但事實上與貢扎加家族並沒有血緣關係。 |
|      | 路易吉·瓦倫蒂-貢扎加          | 1725年10月15日 | 1776年4月15日由教宗庇護六世擢升        | 1808年12月29日 | 希爾維奧·瓦倫蒂-貢扎加樞機的姪子。                                                                   |
|      | 切薩雷·圭里埃里-貢扎加        | 1749年3月2日   | 1819年9月27日由教宗庇護七世擢升        | 1832年2月5日   | 來自一樣是被允許將貢扎加加入姓氏的圭里埃里家族，路易吉·瓦倫蒂-貢扎加樞機的外甥。                     |
|      | 切薩雷·涅布里尼-皮洛尼-貢扎加 | 1768年11月27日 | 1829年7月27日由教宗庇護八世擢升        | 1837年12月5日  | 來自一樣是被允許將貢扎加加入姓氏的涅布里尼家族。                                                     |

#### 主教
| 畫像 | 姓名                       | 出生日期      | 晉牧                                          | 死亡日期       | 備註 |
|      | 阿爾貝托·貢扎加            | 13世紀中葉    | 1288年2月12日                                 | 1321年12月1日  | 天主教伊夫雷亞教區主教。 |
|      | 薩格拉莫索·貢扎加          | 1360年        | 1386年4月10日                                 | 1405年後       | 自1386年4月10日起擔任天主教曼托瓦教區主教直到1390年10月被廢黜。 |
|      | 盧多維科·貢扎加            | 1460年8月21日 | 他從未被晉牧                                  | 1511年1月19日  | 曼托瓦侯爵盧多維科三世·貢扎加的五子，從1483年10月27日擔任天主教曼托瓦教區主教直到他死亡。 |
|      | 阿戈斯蒂諾·貢扎加          | ?             | 1537年4月11日                                 | 1557年         | 貢扎加-帕拉佐洛的吉安皮埃特羅·貢扎加·迪·帕拉佐洛的五子，自1537年4月擔任天主教雷焦卡拉布里亞教區主教直到他死亡。 |
|      | 馬爾坎托尼奧·貢扎加        | ?             | 1589年                                        | 1592年6月12日  | 盧扎拉侯爵馬西米利安諾·貢扎加的次子，自1589年8月30日起擔任天主教蒙費拉托堡教區主教直到他死亡。 |
|      | 弗朗切斯科·貢扎加          | 1546年7月1日  | 1587年11月15日由亞歷山德羅·安德烈亞西主教晉牧 | 1620年3月11日  | 聖馬爾蒂諾達拉爾吉內領主卡洛·貢扎加的三子，自1587年10月26日起擔任天主教切法盧教區主教，自1593年1月29日起擔任天主教帕維亞教區主教，自1593年4月30日起擔任天主教曼托瓦教區主教直到他死亡，1596年5月10日至1599年被任命為教廷駐法蘭西大使。 |
|      | 盧多維科·貢扎加            | 1587年        | 1619年8月12日                                 | 1630年1月17日  | 盧扎拉侯爵普羅斯佩羅·貢扎加的五子，自1619年8月12日起擔任天主教阿爾巴教區主教直到他死亡。 |
|      | 阿方索·貢扎加              | 1588年        | 1621年                                        | 1649年         | 自1621年3月17日起擔任天主教羅得總教區主教直到他死亡。 |
|      | 弗朗切斯科·貢扎加          | 1588年        | ？                                            | 1673年12月18日 | 曼托瓦公爵文琴佐一世·貢扎加的私生子，自1633年2月21日至1657年12月17日擔任天主教卡里亞蒂總教區主教，後被任命為天主教諾拉教區主教直到他死亡。                                                                                             |
|      | 斐迪南多·提布爾齊奧·貢扎加 | 1611年4月13日 | 1671年3月1日                                  | 1672年10月28日 | 韋斯科瓦托領主焦爾達諾貢扎加的次子，自1671年2月23日起擔任天主教曼托瓦教區主教直到他死亡。 |

#### 屬於貢扎加家族其他分支的主教
| 畫像 | 姓名                             | 出生日期      | 晉牧      | 死亡日期       | 備註 |
|      | 朱利奧·切薩雷·貢扎加·迪·諾韋拉拉 | 1505年        | 1550年5月 | 1550年10月17日 | 諾韋拉拉伯爵吉安皮埃特羅·貢扎加的三子，自1550年5月23日起擔任拉丁禮亞歷山大宗主教直到他死亡。                                |
|      | 馬可·費德利-貢扎加               | ？            | ？        | 1583年9月29日  | 出生自貢扎加家族旁系費德利-貢扎加家族，自1574年11月28日起擔任天主教曼托瓦教區主教直到他死亡。                               |
|      | 阿斯卡尼奧·貢扎加                | 1654年8月26日 | ？        | 1728年11月7日  | 來自貢扎加-韋斯科瓦托系，1703年至1724年擔任神聖救世大教堂院長，自1722年7月6日起擔任天主教科羅西大主教管區總主教直到他死亡。 |

### 皇后及王后
| 畫像 | 姓名                   | 頭銜                                                              | 出生日期       | 在位期間                                                  | 死亡日期      | 備註 |
|      | 艾蕾諾拉·貢扎加        | 神聖羅馬帝國皇后 日耳曼人王后 匈牙利及波西米亞王后 奧地利大公夫人 | 1598年9月23日  | 1622年2月2日－1637年2月15日                               | 1655年6月27日 | 曼托瓦公爵文琴佐一世·貢扎加的幼女，神聖羅馬帝國皇帝斐迪南二世的第二任皇后，沒有子嗣。                                              |
|      | 艾蕾諾拉·貢扎加-尼維爾 | 神聖羅馬帝國皇后 日耳曼人王后 匈牙利及波西米亞王后 奧地利大公夫人 | 1630年11月18日 | 1651年4月30日－1657年4月2日                               | 1686年12月6日 | 訥韋爾公爵卡洛·貢扎加的女兒，神聖羅馬帝國皇帝斐迪南三世的第三任皇后，育有二女。                                                    |
|      | 瑪麗亞·路易莎·貢扎加   | 波蘭王后 立陶宛大公夫人                                           | 1611年8月18日  | 1645年11月5日－1648年5月20日 1649年5月30日－1667年5月10日 | 1667年5月10日 | 曼托瓦公爵卡洛一世·貢扎加的女兒，是波蘭國王瓦迪斯瓦夫四世的第二任王后以及他的弟弟揚·卡齊米日的王后，有兩名子女但都在幼年時期夭折。 |

## 家族樹
下表是貢扎加家族的家族樹，由於家族龐大，僅列出主系及其中兩個分支，統治曼托瓦公國的貢扎加家族以粗體顯示，而統治訥韋爾和勒泰勒的貢扎加家族則以斜體顯示，最右邊為瓜斯塔拉公爵系。
|                                                               |                                                               |                                                               |                                                               |                                                               |                                                               |  |  |                                                   |                                                   |                                                   |                                                   |                                                   |                                                   |  |  | 吉安弗朗切斯科一世 （侯爵，1407-1444） |                        |                        |                        |                        |                        |  |  |                                                                          |                                                                          |                                                                          |                                                                          |                                                                          |                                                                          |  |  |                                    |                                    |                                    |                                    |                                    |                                    |  |  |                                       |                                       |                                       |                                       |                                       |                                       |  |  |                                |                                |                                |                                |                                |                                |  |  |  |  |  |  |  |  |  |  |  |  |  |  |  |  |  |  |  |  |  |  |  |  |  |  |  |  |  |  |  |  |  |  |  |  |  |  |
|                                                               |                                                               |                                                               |                                                               |                                                               |                                                               |  |  |                                                   |                                                   |                                                   |                                                   |                                                   |                                                   |  |  |                                        |                        |                        |                        |                        |                        |  |  |                                                                          |                                                                          |                                                                          |                                                                          |                                                                          |                                                                          |  |  |                                    |                                    |                                    |                                    |                                    |                                    |  |  |                                       |                                       |                                       |                                       |                                       |                                       |  |  |                                |                                |                                |                                |                                |                                |  |  |  |  |  |  |  |  |  |  |  |  |  |  |  |  |  |  |  |  |  |  |  |  |  |  |  |  |  |  |  |  |  |  |  |  |  |  |
|                                                               |                                                               |                                                               |                                                               |                                                               |                                                               |  |  |                                                   |                                                   |                                                   |                                                   |                                                   |                                                   |  |  | 盧多維科三世 （侯爵，1444–1478）       |                        |                        |                        |                        |                        |  |  |                                                                          |                                                                          |                                                                          |                                                                          |                                                                          |                                                                          |  |  |                                    |                                    |                                    |                                    |                                    |                                    |  |  |                                       |                                       |                                       |                                       |                                       |                                       |  |  |                                |                                |                                |                                |                                |                                |  |  |  |  |  |  |  |  |  |  |  |  |  |  |  |  |  |  |  |  |  |  |  |  |  |  |  |  |  |  |  |  |  |  |  |  |  |  |
|                                                               |                                                               |                                                               |                                                               |                                                               |                                                               |  |  |                                                   |                                                   |                                                   |                                                   |                                                   |                                                   |  |  |                                        |                        |                        |                        |                        |                        |  |  |                                                                          |                                                                          |                                                                          |                                                                          |                                                                          |                                                                          |  |  |                                    |                                    |                                    |                                    |                                    |                                    |  |  |                                       |                                       |                                       |                                       |                                       |                                       |  |  |                                |                                |                                |                                |                                |                                |  |  |  |  |  |  |  |  |  |  |  |  |  |  |  |  |  |  |  |  |  |  |  |  |  |  |  |  |  |  |  |  |  |  |  |  |  |  |
|                                                               |                                                               |                                                               |                                                               |                                                               |                                                               |  |  |                                                   |                                                   |                                                   |                                                   |                                                   |                                                   |  |  | 費德里科一世 （侯爵，1478–1484）       |                        |                        |                        |                        |                        |  |  |                                                                          |                                                                          |                                                                          |                                                                          |                                                                          |                                                                          |  |  |                                    |                                    |                                    |                                    |                                    |                                    |  |  |                                       |                                       |                                       |                                       |                                       |                                       |  |  |                                |                                |                                |                                |                                |                                |  |  |  |  |  |  |  |  |  |  |  |  |  |  |  |  |  |  |  |  |  |  |  |  |  |  |  |  |  |  |  |  |  |  |  |  |  |  |
|                                                               |                                                               |                                                               |                                                               |                                                               |                                                               |  |  |                                                   |                                                   |                                                   |                                                   |                                                   |                                                   |  |  |                                        |                        |                        |                        |                        |                        |  |  |                                                                          |                                                                          |                                                                          |                                                                          |                                                                          |                                                                          |  |  |                                    |                                    |                                    |                                    |                                    |                                    |  |  |                                       |                                       |                                       |                                       |                                       |                                       |  |  |                                |                                |                                |                                |                                |                                |  |  |  |  |  |  |  |  |  |  |  |  |  |  |  |  |  |  |  |  |  |  |  |  |  |  |  |  |  |  |  |  |  |  |  |  |  |  |
|                                                               |                                                               |                                                               |                                                               |                                                               |                                                               |  |  |                                                   |                                                   |                                                   |                                                   |                                                   |                                                   |  |  | 弗朗切斯科二世 （侯爵，1484–1519）     |                        |                        |                        |                        |                        |  |  |                                                                          |                                                                          |                                                                          |                                                                          |                                                                          |                                                                          |  |  |                                    |                                    |                                    |                                    |                                    |                                    |  |  |                                       |                                       |                                       |                                       |                                       |                                       |  |  |                                |                                |                                |                                |                                |                                |  |  |  |  |  |  |  |  |  |  |  |  |  |  |  |  |  |  |  |  |  |  |  |  |  |  |  |  |  |  |  |  |  |  |  |  |  |  |
|                                                               |                                                               |                                                               |                                                               |                                                               |                                                               |  |  |                                                   |                                                   |                                                   |                                                   |                                                   |                                                   |  |  |                                        |                        |                        |                        |                        |                        |  |  |                                                                          |                                                                          |                                                                          |                                                                          |                                                                          |                                                                          |  |  |                                    |                                    |                                    |                                    |                                    |                                    |  |  |                                       |                                       |                                       |                                       |                                       |                                       |  |  |                                |                                |                                |                                |                                |                                |  |  |  |  |  |  |  |  |  |  |  |  |  |  |  |  |  |  |  |  |  |  |  |  |  |  |  |  |  |  |  |  |  |  |  |  |  |  |
|                                                               |                                                               |                                                               |                                                               |                                                               |                                                               |  |  |                                                   |                                                   |                                                   |                                                   |                                                   |                                                   |  |  |                                        |                        |                        |                        |                        |                        |  |  |                                                                          |                                                                          |                                                                          |                                                                          |                                                                          |                                                                          |  |  |                                    |                                    |                                    |                                    |                                    |                                    |  |  |                                       |                                       |                                       |                                       |                                       |                                       |  |  |                                |                                |                                |                                |                                |                                |  |  |  |  |  |  |  |  |  |  |  |  |  |  |  |  |  |  |  |  |  |  |  |  |  |  |  |  |  |  |  |  |  |  |  |  |  |  |
| 瑪格麗塔·帕雷歐羅加 （蒙費拉托女侯爵）                        | 瑪格麗塔·帕雷歐羅加 （蒙費拉托女侯爵）                        | 瑪格麗塔·帕雷歐羅加 （蒙費拉托女侯爵）                        | 瑪格麗塔·帕雷歐羅加 （蒙費拉托女侯爵）                        | 瑪格麗塔·帕雷歐羅加 （蒙費拉托女侯爵）                        | 瑪格麗塔·帕雷歐羅加 （蒙費拉托女侯爵）                        |  |  | 費德里科二世 （侯爵1519–1530，公爵1530 - 1540）   | 費德里科二世 （侯爵1519–1530，公爵1530 - 1540）   | 費德里科二世 （侯爵1519–1530，公爵1530 - 1540）   | 費德里科二世 （侯爵1519–1530，公爵1530 - 1540）   | 費德里科二世 （侯爵1519–1530，公爵1530 - 1540）   | 費德里科二世 （侯爵1519–1530，公爵1530 - 1540）   |  |  |                                        |                        |                        |                        |                        |                        |  |  |                                                                          |                                                                          |                                                                          |                                                                          |                                                                          |                                                                          |  |  | 瓜斯塔拉的費蘭特 （1539–1557）     | 瓜斯塔拉的費蘭特 （1539–1557）     | 瓜斯塔拉的費蘭特 （1539–1557）     | 瓜斯塔拉的費蘭特 （1539–1557）     | 瓜斯塔拉的費蘭特 （1539–1557）     | 瓜斯塔拉的費蘭特 （1539–1557）     |  |  |                                       |                                       |                                       |                                       |                                       |                                       |  |  |                                |                                |                                |                                |                                |                                |  |  |  |  |  |  |  |  |  |  |  |  |  |  |  |  |  |  |  |  |  |  |  |  |  |  |  |  |  |  |  |  |  |  |  |  |  |  |
| 瑪格麗塔·帕雷歐羅加 （蒙費拉托女侯爵）                        | 瑪格麗塔·帕雷歐羅加 （蒙費拉托女侯爵）                        | 瑪格麗塔·帕雷歐羅加 （蒙費拉托女侯爵）                        | 瑪格麗塔·帕雷歐羅加 （蒙費拉托女侯爵）                        | 瑪格麗塔·帕雷歐羅加 （蒙費拉托女侯爵）                        | 瑪格麗塔·帕雷歐羅加 （蒙費拉托女侯爵）                        |  |  | 費德里科二世 （侯爵1519–1530，公爵1530 - 1540）   | 費德里科二世 （侯爵1519–1530，公爵1530 - 1540）   | 費德里科二世 （侯爵1519–1530，公爵1530 - 1540）   | 費德里科二世 （侯爵1519–1530，公爵1530 - 1540）   | 費德里科二世 （侯爵1519–1530，公爵1530 - 1540）   | 費德里科二世 （侯爵1519–1530，公爵1530 - 1540）   |  |  |                                        |                        |                        |                        |                        |                        |  |  |                                                                          |                                                                          |                                                                          |                                                                          |                                                                          |                                                                          |  |  | 瓜斯塔拉的費蘭特 （1539–1557）     | 瓜斯塔拉的費蘭特 （1539–1557）     | 瓜斯塔拉的費蘭特 （1539–1557）     | 瓜斯塔拉的費蘭特 （1539–1557）     | 瓜斯塔拉的費蘭特 （1539–1557）     | 瓜斯塔拉的費蘭特 （1539–1557）     |  |  |                                       |                                       |                                       |                                       |                                       |                                       |  |  |                                |                                |                                |                                |                                |                                |  |  |  |  |  |  |  |  |  |  |  |  |  |  |  |  |  |  |  |  |  |  |  |  |  |  |  |  |  |  |  |  |  |  |  |  |  |  |
|                                                               |                                                               |                                                               |                                                               |                                                               |                                                               |  |  |                                                   |                                                   |                                                   |                                                   |                                                   |                                                   |  |  |                                        |                        |                        |                        |                        |                        |  |  |                                                                          |                                                                          |                                                                          |                                                                          |                                                                          |                                                                          |  |  |                                    |                                    |                                    |                                    |                                    |                                    |  |  |                                       |                                       |                                       |                                       |                                       |                                       |  |  |                                |                                |                                |                                |                                |                                |  |  |  |  |  |  |  |  |  |  |  |  |  |  |  |  |  |  |  |  |  |  |  |  |  |  |  |  |  |  |  |  |  |  |  |  |  |  |
|                                                               |                                                               |                                                               |                                                               |                                                               |                                                               |  |  |                                                   |                                                   |                                                   |                                                   |                                                   |                                                   |  |  |                                        |                        |                        |                        |                        |                        |  |  |                                                                          |                                                                          |                                                                          |                                                                          |                                                                          |                                                                          |  |  |                                    |                                    |                                    |                                    |                                    |                                    |  |  |                                       |                                       |                                       |                                       |                                       |                                       |  |  |                                |                                |                                |                                |                                |                                |  |  |  |  |  |  |  |  |  |  |  |  |  |  |  |  |  |  |  |  |  |  |  |  |  |  |  |  |  |  |  |  |  |  |  |  |  |  |
| 弗朗切斯科三世 （1540–1550）                                  | 弗朗切斯科三世 （1540–1550）                                  | 弗朗切斯科三世 （1540–1550）                                  | 弗朗切斯科三世 （1540–1550）                                  | 弗朗切斯科三世 （1540–1550）                                  | 弗朗切斯科三世 （1540–1550）                                  |  |  | 古列爾莫 （蒙費拉托的古列爾莫十世） （1550–1587） | 古列爾莫 （蒙費拉托的古列爾莫十世） （1550–1587） | 古列爾莫 （蒙費拉托的古列爾莫十世） （1550–1587） | 古列爾莫 （蒙費拉托的古列爾莫十世） （1550–1587） | 古列爾莫 （蒙費拉托的古列爾莫十世） （1550–1587） | 古列爾莫 （蒙費拉托的古列爾莫十世） （1550–1587） |  |  |                                        |                        |                        |                        |                        |                        |  |  | 訥韋爾的盧多維科（1581–1595）                                            | 訥韋爾的盧多維科（1581–1595）                                            | 訥韋爾的盧多維科（1581–1595）                                            | 訥韋爾的盧多維科（1581–1595）                                            | 訥韋爾的盧多維科（1581–1595）                                            | 訥韋爾的盧多維科（1581–1595）                                            |  |  | 瓜斯塔拉的切薩雷一世 （1557–1575） | 瓜斯塔拉的切薩雷一世 （1557–1575） | 瓜斯塔拉的切薩雷一世 （1557–1575） | 瓜斯塔拉的切薩雷一世 （1557–1575） | 瓜斯塔拉的切薩雷一世 （1557–1575） | 瓜斯塔拉的切薩雷一世 （1557–1575） |  |  |                                       |                                       |                                       |                                       |                                       |                                       |  |  |                                |                                |                                |                                |                                |                                |  |  |  |  |  |  |  |  |  |  |  |  |  |  |  |  |  |  |  |  |  |  |  |  |  |  |  |  |  |  |  |  |  |  |  |  |  |  |
| 弗朗切斯科三世 （1540–1550）                                  | 弗朗切斯科三世 （1540–1550）                                  | 弗朗切斯科三世 （1540–1550）                                  | 弗朗切斯科三世 （1540–1550）                                  | 弗朗切斯科三世 （1540–1550）                                  | 弗朗切斯科三世 （1540–1550）                                  |  |  | 古列爾莫 （蒙費拉托的古列爾莫十世） （1550–1587） | 古列爾莫 （蒙費拉托的古列爾莫十世） （1550–1587） | 古列爾莫 （蒙費拉托的古列爾莫十世） （1550–1587） | 古列爾莫 （蒙費拉托的古列爾莫十世） （1550–1587） | 古列爾莫 （蒙費拉托的古列爾莫十世） （1550–1587） | 古列爾莫 （蒙費拉托的古列爾莫十世） （1550–1587） |  |  |                                        |                        |                        |                        |                        |                        |  |  | 訥韋爾的盧多維科（1581–1595）                                            | 訥韋爾的盧多維科（1581–1595）                                            | 訥韋爾的盧多維科（1581–1595）                                            | 訥韋爾的盧多維科（1581–1595）                                            | 訥韋爾的盧多維科（1581–1595）                                            | 訥韋爾的盧多維科（1581–1595）                                            |  |  | 瓜斯塔拉的切薩雷一世 （1557–1575） | 瓜斯塔拉的切薩雷一世 （1557–1575） | 瓜斯塔拉的切薩雷一世 （1557–1575） | 瓜斯塔拉的切薩雷一世 （1557–1575） | 瓜斯塔拉的切薩雷一世 （1557–1575） | 瓜斯塔拉的切薩雷一世 （1557–1575） |  |  |                                       |                                       |                                       |                                       |                                       |                                       |  |  |                                |                                |                                |                                |                                |                                |  |  |  |  |  |  |  |  |  |  |  |  |  |  |  |  |  |  |  |  |  |  |  |  |  |  |  |  |  |  |  |  |  |  |  |  |  |  |
|                                                               |                                                               |                                                               |                                                               |                                                               |                                                               |  |  | 文琴佐一世 （1587–1612）                          | 文琴佐一世 （1587–1612）                          | 文琴佐一世 （1587–1612）                          | 文琴佐一世 （1587–1612）                          | 文琴佐一世 （1587–1612）                          | 文琴佐一世 （1587–1612）                          |  |  |                                        |                        |                        |                        |                        |                        |  |  | 訥韋爾的卡洛三世 （1595–1637）/ 曼托瓦及蒙費拉托的卡洛一世 （1627–1637） | 訥韋爾的卡洛三世 （1595–1637）/ 曼托瓦及蒙費拉托的卡洛一世 （1627–1637） | 訥韋爾的卡洛三世 （1595–1637）/ 曼托瓦及蒙費拉托的卡洛一世 （1627–1637） | 訥韋爾的卡洛三世 （1595–1637）/ 曼托瓦及蒙費拉托的卡洛一世 （1627–1637） | 訥韋爾的卡洛三世 （1595–1637）/ 曼托瓦及蒙費拉托的卡洛一世 （1627–1637） | 訥韋爾的卡洛三世 （1595–1637）/ 曼托瓦及蒙費拉托的卡洛一世 （1627–1637） |  |  | 瓜斯塔拉的費蘭特二世 （1575–1630） | 瓜斯塔拉的費蘭特二世 （1575–1630） | 瓜斯塔拉的費蘭特二世 （1575–1630） | 瓜斯塔拉的費蘭特二世 （1575–1630） | 瓜斯塔拉的費蘭特二世 （1575–1630） | 瓜斯塔拉的費蘭特二世 （1575–1630） |  |  |                                       |                                       |                                       |                                       |                                       |                                       |  |  |                                |                                |                                |                                |                                |                                |  |  |  |  |  |  |  |  |  |  |  |  |  |  |  |  |  |  |  |  |  |  |  |  |  |  |  |  |  |  |  |  |  |  |  |  |  |  |
|                                                               |                                                               |                                                               |                                                               |                                                               |                                                               |  |  | 文琴佐一世 （1587–1612）                          | 文琴佐一世 （1587–1612）                          | 文琴佐一世 （1587–1612）                          | 文琴佐一世 （1587–1612）                          | 文琴佐一世 （1587–1612）                          | 文琴佐一世 （1587–1612）                          |  |  |                                        |                        |                        |                        |                        |                        |  |  | 訥韋爾的卡洛三世 （1595–1637）/ 曼托瓦及蒙費拉托的卡洛一世 （1627–1637） | 訥韋爾的卡洛三世 （1595–1637）/ 曼托瓦及蒙費拉托的卡洛一世 （1627–1637） | 訥韋爾的卡洛三世 （1595–1637）/ 曼托瓦及蒙費拉托的卡洛一世 （1627–1637） | 訥韋爾的卡洛三世 （1595–1637）/ 曼托瓦及蒙費拉托的卡洛一世 （1627–1637） | 訥韋爾的卡洛三世 （1595–1637）/ 曼托瓦及蒙費拉托的卡洛一世 （1627–1637） | 訥韋爾的卡洛三世 （1595–1637）/ 曼托瓦及蒙費拉托的卡洛一世 （1627–1637） |  |  | 瓜斯塔拉的費蘭特二世 （1575–1630） | 瓜斯塔拉的費蘭特二世 （1575–1630） | 瓜斯塔拉的費蘭特二世 （1575–1630） | 瓜斯塔拉的費蘭特二世 （1575–1630） | 瓜斯塔拉的費蘭特二世 （1575–1630） | 瓜斯塔拉的費蘭特二世 （1575–1630） |  |  |                                       |                                       |                                       |                                       |                                       |                                       |  |  |                                |                                |                                |                                |                                |                                |  |  |  |  |  |  |  |  |  |  |  |  |  |  |  |  |  |  |  |  |  |  |  |  |  |  |  |  |  |  |  |  |  |  |  |  |  |  |
|                                                               |                                                               |                                                               |                                                               |                                                               |                                                               |  |  |                                                   |                                                   |                                                   |                                                   |                                                   |                                                   |  |  |                                        |                        |                        |                        |                        |                        |  |  |                                                                          |                                                                          |                                                                          |                                                                          |                                                                          |                                                                          |  |  |                                    |                                    |                                    |                                    |                                    |                                    |  |  |                                       |                                       |                                       |                                       |                                       |                                       |  |  |                                |                                |                                |                                |                                |                                |  |  |  |  |  |  |  |  |  |  |  |  |  |  |  |  |  |  |  |  |  |  |  |  |  |  |  |  |  |  |  |  |  |  |  |  |  |  |
| 弗朗切斯科四世 （1612）                                       | 弗朗切斯科四世 （1612）                                       | 弗朗切斯科四世 （1612）                                       | 弗朗切斯科四世 （1612）                                       | 弗朗切斯科四世 （1612）                                       | 弗朗切斯科四世 （1612）                                       |  |  | 斐迪南多一世 （1612–1626）                        | 斐迪南多一世 （1612–1626）                        | 斐迪南多一世 （1612–1626）                        | 斐迪南多一世 （1612–1626）                        | 斐迪南多一世 （1612–1626）                        | 斐迪南多一世 （1612–1626）                        |  |  | 文琴佐二世 （1626–27）                 | 文琴佐二世 （1626–27） | 文琴佐二世 （1626–27） | 文琴佐二世 （1626–27） | 文琴佐二世 （1626–27） | 文琴佐二世 （1626–27） |  |  | 訥韋爾的卡洛 （1609-31）                                                 | 訥韋爾的卡洛 （1609-31）                                                 | 訥韋爾的卡洛 （1609-31）                                                 | 訥韋爾的卡洛 （1609-31）                                                 | 訥韋爾的卡洛 （1609-31）                                                 | 訥韋爾的卡洛 （1609-31）                                                 |  |  | 瓜斯塔拉的切薩雷二世 （1630–1632） | 瓜斯塔拉的切薩雷二世 （1630–1632） | 瓜斯塔拉的切薩雷二世 （1630–1632） | 瓜斯塔拉的切薩雷二世 （1630–1632） | 瓜斯塔拉的切薩雷二世 （1630–1632） | 瓜斯塔拉的切薩雷二世 （1630–1632） |  |  |                                       |                                       |                                       |                                       |                                       |                                       |  |  | 安德烈亞·貢扎加 （1686年死亡） | 安德烈亞·貢扎加 （1686年死亡） | 安德烈亞·貢扎加 （1686年死亡） | 安德烈亞·貢扎加 （1686年死亡） | 安德烈亞·貢扎加 （1686年死亡） | 安德烈亞·貢扎加 （1686年死亡） |  |  |  |  |  |  |  |  |  |  |  |  |  |  |  |  |  |  |  |  |  |  |  |  |  |  |  |  |  |  |  |  |  |  |  |  |  |  |
| 弗朗切斯科四世 （1612）                                       | 弗朗切斯科四世 （1612）                                       | 弗朗切斯科四世 （1612）                                       | 弗朗切斯科四世 （1612）                                       | 弗朗切斯科四世 （1612）                                       | 弗朗切斯科四世 （1612）                                       |  |  | 斐迪南多一世 （1612–1626）                        | 斐迪南多一世 （1612–1626）                        | 斐迪南多一世 （1612–1626）                        | 斐迪南多一世 （1612–1626）                        | 斐迪南多一世 （1612–1626）                        | 斐迪南多一世 （1612–1626）                        |  |  | 文琴佐二世 （1626–27）                 | 文琴佐二世 （1626–27） | 文琴佐二世 （1626–27） | 文琴佐二世 （1626–27） | 文琴佐二世 （1626–27） | 文琴佐二世 （1626–27） |  |  | 訥韋爾的卡洛 （1609-31）                                                 | 訥韋爾的卡洛 （1609-31）                                                 | 訥韋爾的卡洛 （1609-31）                                                 | 訥韋爾的卡洛 （1609-31）                                                 | 訥韋爾的卡洛 （1609-31）                                                 | 訥韋爾的卡洛 （1609-31）                                                 |  |  | 瓜斯塔拉的切薩雷二世 （1630–1632） | 瓜斯塔拉的切薩雷二世 （1630–1632） | 瓜斯塔拉的切薩雷二世 （1630–1632） | 瓜斯塔拉的切薩雷二世 （1630–1632） | 瓜斯塔拉的切薩雷二世 （1630–1632） | 瓜斯塔拉的切薩雷二世 （1630–1632） |  |  |                                       |                                       |                                       |                                       |                                       |                                       |  |  | 安德烈亞·貢扎加 （1686年死亡） | 安德烈亞·貢扎加 （1686年死亡） | 安德烈亞·貢扎加 （1686年死亡） | 安德烈亞·貢扎加 （1686年死亡） | 安德烈亞·貢扎加 （1686年死亡） | 安德烈亞·貢扎加 （1686年死亡） |  |  |  |  |  |  |  |  |  |  |  |  |  |  |  |  |  |  |  |  |  |  |  |  |  |  |  |  |  |  |  |  |  |  |  |  |  |  |
| 蒙費拉托的瑪麗亞·貢扎加女大公 （1609-1660） 嫁給 訥韋爾的卡洛 | 蒙費拉托的瑪麗亞·貢扎加女大公 （1609-1660） 嫁給 訥韋爾的卡洛 | 蒙費拉托的瑪麗亞·貢扎加女大公 （1609-1660） 嫁給 訥韋爾的卡洛 | 蒙費拉托的瑪麗亞·貢扎加女大公 （1609-1660） 嫁給 訥韋爾的卡洛 | 蒙費拉托的瑪麗亞·貢扎加女大公 （1609-1660） 嫁給 訥韋爾的卡洛 | 蒙費拉托的瑪麗亞·貢扎加女大公 （1609-1660） 嫁給 訥韋爾的卡洛 |  |  |                                                   |                                                   |                                                   |                                                   |                                                   |                                                   |  |  |                                        |                        |                        |                        |                        |                        |  |  | 卡洛二世 （1637-65）                                                     | 卡洛二世 （1637-65）                                                     | 卡洛二世 （1637-65）                                                     | 卡洛二世 （1637-65）                                                     | 卡洛二世 （1637-65）                                                     | 卡洛二世 （1637-65）                                                     |  |  | 瓜斯塔拉的費蘭特三世 （1632-78）   | 瓜斯塔拉的費蘭特三世 （1632-78）   | 瓜斯塔拉的費蘭特三世 （1632-78）   | 瓜斯塔拉的費蘭特三世 （1632-78）   | 瓜斯塔拉的費蘭特三世 （1632-78）   | 瓜斯塔拉的費蘭特三世 （1632-78）   |  |  |                                       |                                       |                                       |                                       |                                       |                                       |  |  |                                |                                |                                |                                |                                |                                |  |  |  |  |  |  |  |  |  |  |  |  |  |  |  |  |  |  |  |  |  |  |  |  |  |  |  |  |  |  |  |  |  |  |  |  |  |  |
| 蒙費拉托的瑪麗亞·貢扎加女大公 （1609-1660） 嫁給 訥韋爾的卡洛 | 蒙費拉托的瑪麗亞·貢扎加女大公 （1609-1660） 嫁給 訥韋爾的卡洛 | 蒙費拉托的瑪麗亞·貢扎加女大公 （1609-1660） 嫁給 訥韋爾的卡洛 | 蒙費拉托的瑪麗亞·貢扎加女大公 （1609-1660） 嫁給 訥韋爾的卡洛 | 蒙費拉托的瑪麗亞·貢扎加女大公 （1609-1660） 嫁給 訥韋爾的卡洛 | 蒙費拉托的瑪麗亞·貢扎加女大公 （1609-1660） 嫁給 訥韋爾的卡洛 |  |  |                                                   |                                                   |                                                   |                                                   |                                                   |                                                   |  |  |                                        |                        |                        |                        |                        |                        |  |  | 卡洛二世 （1637-65）                                                     | 卡洛二世 （1637-65）                                                     | 卡洛二世 （1637-65）                                                     | 卡洛二世 （1637-65）                                                     | 卡洛二世 （1637-65）                                                     | 卡洛二世 （1637-65）                                                     |  |  | 瓜斯塔拉的費蘭特三世 （1632-78）   | 瓜斯塔拉的費蘭特三世 （1632-78）   | 瓜斯塔拉的費蘭特三世 （1632-78）   | 瓜斯塔拉的費蘭特三世 （1632-78）   | 瓜斯塔拉的費蘭特三世 （1632-78）   | 瓜斯塔拉的費蘭特三世 （1632-78）   |  |  |                                       |                                       |                                       |                                       |                                       |                                       |  |  |                                |                                |                                |                                |                                |                                |  |  |  |  |  |  |  |  |  |  |  |  |  |  |  |  |  |  |  |  |  |  |  |  |  |  |  |  |  |  |  |  |  |  |  |  |  |  |
|                                                               |                                                               |                                                               |                                                               |                                                               |                                                               |  |  |                                                   |                                                   |                                                   |                                                   |                                                   |                                                   |  |  |                                        |                        |                        |                        |                        |                        |  |  |                                                                          |                                                                          |                                                                          |                                                                          |                                                                          |                                                                          |  |  |                                    |                                    |                                    |                                    |                                    |                                    |  |  |                                       |                                       |                                       |                                       |                                       |                                       |  |  |                                |                                |                                |                                |                                |                                |  |  |  |  |  |  |  |  |  |  |  |  |  |  |  |  |  |  |  |  |  |  |  |  |  |  |  |  |  |  |  |  |  |  |  |  |  |  |
|                                                               |                                                               |                                                               |                                                               |                                                               |                                                               |  |  |                                                   |                                                   |                                                   |                                                   |                                                   |                                                   |  |  |                                        |                        |                        |                        |                        |                        |  |  | 斐迪南多·卡洛 （1665-1708）                                              | 斐迪南多·卡洛 （1665-1708）                                              | 斐迪南多·卡洛 （1665-1708）                                              | 斐迪南多·卡洛 （1665-1708）                                              | 斐迪南多·卡洛 （1665-1708）                                              | 斐迪南多·卡洛 （1665-1708）                                              |  |  | 安娜·伊莎貝拉·貢扎加 （1678-1692） | 安娜·伊莎貝拉·貢扎加 （1678-1692） | 安娜·伊莎貝拉·貢扎加 （1678-1692） | 安娜·伊莎貝拉·貢扎加 （1678-1692） | 安娜·伊莎貝拉·貢扎加 （1678-1692） | 安娜·伊莎貝拉·貢扎加 （1678-1692） |  |  | 瑪麗亞·維多利亞·貢扎加 （1659-1707）  | 瑪麗亞·維多利亞·貢扎加 （1659-1707）  | 瑪麗亞·維多利亞·貢扎加 （1659-1707）  | 瑪麗亞·維多利亞·貢扎加 （1659-1707）  | 瑪麗亞·維多利亞·貢扎加 （1659-1707）  | 瑪麗亞·維多利亞·貢扎加 （1659-1707）  |  |  | 瓜斯塔拉的文琴佐 （1692-1702） | 瓜斯塔拉的文琴佐 （1692-1702） | 瓜斯塔拉的文琴佐 （1692-1702） | 瓜斯塔拉的文琴佐 （1692-1702） | 瓜斯塔拉的文琴佐 （1692-1702） | 瓜斯塔拉的文琴佐 （1692-1702） |  |  |  |  |  |  |  |  |  |  |  |  |  |  |  |  |  |  |  |  |  |  |  |  |  |  |  |  |  |  |  |  |  |  |  |  |  |  |
|                                                               |                                                               |                                                               |                                                               |                                                               |                                                               |  |  |                                                   |                                                   |                                                   |                                                   |                                                   |                                                   |  |  |                                        |                        |                        |                        |                        |                        |  |  | 斐迪南多·卡洛 （1665-1708）                                              | 斐迪南多·卡洛 （1665-1708）                                              | 斐迪南多·卡洛 （1665-1708）                                              | 斐迪南多·卡洛 （1665-1708）                                              | 斐迪南多·卡洛 （1665-1708）                                              | 斐迪南多·卡洛 （1665-1708）                                              |  |  | 安娜·伊莎貝拉·貢扎加 （1678-1692） | 安娜·伊莎貝拉·貢扎加 （1678-1692） | 安娜·伊莎貝拉·貢扎加 （1678-1692） | 安娜·伊莎貝拉·貢扎加 （1678-1692） | 安娜·伊莎貝拉·貢扎加 （1678-1692） | 安娜·伊莎貝拉·貢扎加 （1678-1692） |  |  | 瑪麗亞·維多利亞·貢扎加 （1659-1707）  | 瑪麗亞·維多利亞·貢扎加 （1659-1707）  | 瑪麗亞·維多利亞·貢扎加 （1659-1707）  | 瑪麗亞·維多利亞·貢扎加 （1659-1707）  | 瑪麗亞·維多利亞·貢扎加 （1659-1707）  | 瑪麗亞·維多利亞·貢扎加 （1659-1707）  |  |  | 瓜斯塔拉的文琴佐 （1692-1702） | 瓜斯塔拉的文琴佐 （1692-1702） | 瓜斯塔拉的文琴佐 （1692-1702） | 瓜斯塔拉的文琴佐 （1692-1702） | 瓜斯塔拉的文琴佐 （1692-1702） | 瓜斯塔拉的文琴佐 （1692-1702） |  |  |  |  |  |  |  |  |  |  |  |  |  |  |  |  |  |  |  |  |  |  |  |  |  |  |  |  |  |  |  |  |  |  |  |  |  |  |
|                                                               |                                                               |                                                               |                                                               |                                                               |                                                               |  |  |                                                   |                                                   |                                                   |                                                   |                                                   |                                                   |  |  |                                        |                        |                        |                        |                        |                        |  |  |                                                                          |                                                                          |                                                                          |                                                                          |                                                                          |                                                                          |  |  |                                    |                                    |                                    |                                    |                                    |                                    |  |  |                                       |                                       |                                       |                                       |                                       |                                       |  |  |                                |                                |                                |                                |                                |                                |  |  |  |  |  |  |  |  |  |  |  |  |  |  |  |  |  |  |  |  |  |  |  |  |  |  |  |  |  |  |  |  |  |  |  |  |  |  |
|                                                               |                                                               |                                                               |                                                               |                                                               |                                                               |  |  |                                                   |                                                   |                                                   |                                                   |                                                   |                                                   |  |  |                                        |                        |                        |                        |                        |                        |  |  |                                                                          |                                                                          |                                                                          |                                                                          |                                                                          |                                                                          |  |  |                                    |                                    |                                    |                                    |                                    |                                    |  |  |                                       |                                       |                                       |                                       |                                       |                                       |  |  |                                |                                |                                |                                |                                |                                |  |  |  |  |  |  |  |  |  |  |  |  |  |  |  |  |  |  |  |  |  |  |  |  |  |  |  |  |  |  |  |  |  |  |  |  |  |  |
|                                                               |                                                               |                                                               |                                                               |                                                               |                                                               |  |  |                                                   |                                                   |                                                   |                                                   |                                                   |                                                   |  |  |                                        |                        |                        |                        |                        |                        |  |  |                                                                          |                                                                          |                                                                          |                                                                          |                                                                          |                                                                          |  |  |                                    |                                    |                                    |                                    |                                    |                                    |  |  | 瓜斯塔拉的安東尼奧·費蘭特 （1702-29） | 瓜斯塔拉的安東尼奧·費蘭特 （1702-29） | 瓜斯塔拉的安東尼奧·費蘭特 （1702-29） | 瓜斯塔拉的安東尼奧·費蘭特 （1702-29） | 瓜斯塔拉的安東尼奧·費蘭特 （1702-29） | 瓜斯塔拉的安東尼奧·費蘭特 （1702-29） |  |  | 瓜斯塔拉的朱塞佩 （1729-46）   | 瓜斯塔拉的朱塞佩 （1729-46）   | 瓜斯塔拉的朱塞佩 （1729-46）   | 瓜斯塔拉的朱塞佩 （1729-46）   | 瓜斯塔拉的朱塞佩 （1729-46）   | 瓜斯塔拉的朱塞佩 （1729-46）   |  |  |  |  |  |  |  |  |  |  |  |  |  |  |  |  |  |  |  |  |  |  |  |  |  |  |  |  |  |  |  |  |  |  |  |  |  |  |

### 引註
1. ↑  . www.treccani.it.   [2022-10-18]. （原始内容存档于2022-10-19） （意大利语）.
2. ↑  Roberto Brunelli, I Gonzaga.Quattro secoli per una dinastia , Mantova, 2010, p.1
3. ↑  . Touring Magazine.   [2022-10-18]. （原始内容存档于2021-01-28） （意大利语）.
4. ↑  . www.britannica.com.   [2022-10-18]. （原始内容存档于2022-12-04） （英语）.
5. ↑  Pittura omnia. Gonzaga （页面存档备份，存于）[2013-3-13]
6. ↑  Mario Cadalora, Gonzaga Gonzaga, Modena, 1990.
7. ↑  根據吉安卡洛·馬拉卡內（Giancarlo Malacarne）在其2010年的著作 貢扎加家族的族譜（Gonzaga, Genealogie di una dinastia） 及義大利市鎮資料網 （页面存档备份，存于），Gonzaga這個詞源可能來自古羅馬的拉丁文名字Verecundus，之後於詞尾加入了-aca成為verecundus-aca，最後再演變為Gonzaga，另外根據歷史學家加斯帕·修普（Caspar Schoppe），Gonzaga的詞頭Gonzo是綠色且令人愉悅的對應的日耳曼字。
8. ↑  . Sapere.it.   [2022-10-18]. （原始内容存档于2022-10-19） （意大利语）.
9. ↑  Coniglio, p.1.
10. ↑  Mantova fortezza. I Gonzaga. （页面存档备份，存于）[2014-2-28]
11. ↑  Brunelli, p.28.
12. ↑  Brunelli, p.36.
13. ↑  Brunelli, p.33.
14. ↑  Burckhardt, pp.260-261.
15. ↑  .   [2022-10-18]. （原始内容存档于2015-04-28）.
16. ↑  Coniglio, p.38
17. ↑  Brunelli, p.44.
18. ↑  Brunelli, pp.56-61.
19. ↑  . www.marchesimonferrato.com.   [2022-10-18]. （原始内容存档于2021-04-10）.
20. ↑  Brunelli, pp.70-77.
21. ↑  .   [2022-10-18]. （原始内容存档于2021-01-26）.
22. ↑  Murgia, p.90
23. ↑  Brunelli, pp.88-90.
24. ↑  Coniglio, pp.434-437.
25. ↑  Murgia, pp.52-53-57.
26. ↑  Coniglio, p.428.
27. ↑  Simon, p.50
28. ↑  Brunelli, p.106.
29. ↑  .   [2015-07-14]. （原始内容存档于2015-07-11）.
30. ↑  Brunelli, pp.108-109.
31. ↑  Giancarlo Malacarne, Gonzaga, Genealogie di una dinastia, Modena, Il Bulino, 2010.
32. ↑  Murgia, p.72
33. ↑  Fochessati, p.300
34. ↑  Coniglio, p.478.
35. 1 2  Coniglio, pp.494-495.
36. ↑  Amadei, 1975 p.116.
37. ↑  Coniglio, pp.428-484.
38. ↑  Coniglio, pp.486-493.
39. ↑  Mario Castagna;Valerio Predari (a cura di), Stemmario mantovano, volume I, Montichiari, 1991.
40. ↑  . www.treccani.it.   [2022-10-18]. （原始内容存档于2022-10-18） （意大利语）.
41. ↑  Francesco Schröeder, Repertorio genealogico delle famiglie confermate nobili e dei titolati nobili esistenti nelle Provincie Venete , Vol. 1, Venezia, Tipografia di Alvisopoli, 1830, pp.174-177.
42. ↑  Campana, Augusto; Masotti, Paola Medioli. . Antenore. 1986  [2015-07-14]. ISBN 978-88-8455-052-1. （原始内容存档于2022-10-18） （意大利语）.
43. ↑  Crollalanza, p.214.
44. ↑  Dolfo, Floriano. . Ed. di Storia e Letteratura. 2002: 244  [2018-08-20]. ISBN 978-88-87114-52-2. （原始内容存档于2022-10-19） （意大利语）.
45. ↑  . www.treccani.it.   [2022-10-18]. （原始内容存档于2022-10-18） （it-IT）.
46. ↑  Mario Castagna, Valerio Predari, Stemmario mantovano.Vol I , Montichiari, pp.166-168, 1991.
47. ↑  Il duca Ferdinando Carlo di Gonzaga-Nevers gli concesse il diritto di affiancare al suo cognome quello dei Gonzaga e di accollare l'arma di famiglia allo scudo gonzaghesco.
48. ↑  . www.associazioneleopardi.it.   [2022-10-18]. （原始内容存档于2021-02-25）.
49. ↑  Crollalanza, p.337
50. ↑  Il castello di Uviglie （页面存档备份，存于）[2012-10-18]
51. ↑  .   [2022-10-18]. （原始内容存档于2015-04-03）.
52. ↑  . genealogy.euweb.cz.   [2022-10-18]. （原始内容存档于2021-02-01）.
53. ↑  . www.famiglienobilinapolitane.it.   [2022-10-18]. （原始内容存档于2020-01-12）.
54. ↑  . www.ilportaledelsud.org.   [2022-10-18]. （原始内容存档于2020-10-23）.
55. ↑  Malacarne, 2010 p. 97
56. ↑  . genealogy.euweb.cz.   [2022-10-26]. （原始内容存档于2021-02-01）.
57. ↑  . Tip. di G. Ruggia e C. 1835: 166  [2015-07-14]. （原始内容存档于2022-10-18） （意大利语）.
58. ↑  . www.treccani.it.   [2022-10-18]. （原始内容存档于2022-10-19） （意大利语）.
59. ↑  . palomatorrijos.blogspot.it.   [2022-10-18]. （原始内容存档于2016-12-25）.
60. ↑  . www.cortedeirossi.it.   [2022-10-18]. （原始内容存档于2015-09-23）.
61. ↑  .   [2022-10-18]. （原始内容存档于2014-03-26）.
62. ↑  Brunelli, 2010 pp.111-113.
63. 1 2  Brunelli, p.164.
64. 1 2  歷史學家朱塞佩·傑羅拉（Giuseppe Gerola）在其1916年的研究Archivio storico lombardo. Giuseppe Gerola, vecchie insegne dei Gonzaga, pp.96-110. （页面存档备份，存于）認為貢扎加最古老考慮的樣式應該是黑白水平條紋而不是黑金條紋，在曼托瓦公爵宮中就有些家族徽章是黑白條紋，而在多梅尼科·莫羅內於1494年的畫作驅逐博納科爾西中出現的徽章也比較像是白色而不是黃色。
65. ↑  . www.iagiforum.info.   [2022-10-18]. （原始内容存档于2020-11-28）.
66. ↑  Comune di Bozzolo;Gruppo Culturale Per Bozzolo (a cura di), Il Principe e la Città.Giulio Cesare Gonzaga di Bozzolo , Modena, 1994.
67. ↑  Vespasiano Gonzaga e il ducato di Sabbioneta [atti del Convegno, Sabbioneta-Mantova, 12-13 ottobre 1991], 1993, a cura di Ugo Bazzotti, Daniela Ferrari, Cesare Mozzarelli, Mantova.
68. ↑  Zecca dei Gonzaga di Mantova （页面存档备份，存于）[2012-7-11]
69. ↑  Giacomo Capitanio, Rodigo, Cronistoria (1050-1866), 2ª ed., Mantova, 1995.
70. 1 2 3  Simon, p.312.
71. 1 2  Simon, p.313.
72. ↑  Simon, p.318.
73. ↑  Favaretto, Irene. . L'ERMA di BRETSCHNEIDER. 2002: 49  [2022-10-18]. ISBN 978-88-8265-223-4. （原始内容存档于2022-10-18） （意大利语）.
74. ↑  Morselli, Raffaella. . Skira. 2002  [2015-07-14]. ISBN 978-88-8491-342-5. （原始内容存档于2022-10-18） （意大利语）.
75. ↑  Murgia, pp.110-111.
76. ↑  Simon, p.319.
77. ↑  Murgia, pp.109-110.
78. ↑  Giuseppe Amadei e Ercolano Marani (a cura di), I ritratti gonzagheschi della collezione di Ambras, Mantova, 1980
79. ↑  . Gazzetta di Mantova Mantova. 2011-02-03  [2022-10-18]. （原始内容存档于2020-09-26）.
80. 1 2 3 4  . www.soprintendenzabrescia.beniculturali.it. 2022-09-30  [2022-10-18]. （原始内容存档于2022-10-21）.
81. ↑  . www.roth37.it.   [2022-10-18]. （原始内容存档于2017-10-08）.
82. ↑  Philippe Daverio, Il tempo dei Gonzaga, Mantova, 16 novembre 2012, Mantova, Distretto culturale Le Regge dei Gonzaga.
83. ↑  .   [2022-10-18]. （原始内容存档于2013-01-23）.
84. ↑  Bazzotti, p.17.
85. ↑  Brunelli, pp.172-173.
86. ↑  Guida Michelin. Mantova （页面存档备份，存于）[2013-3-15]
87. ↑  . www.europamici.com.   [2022-10-18]. （原始内容存档于2020-01-25）.
88. ↑   Burckhardt pp.61-62
89. ↑  . Lombardi nel Mondo.   [2022-10-18]. （原始内容存档于2015-07-14）.
90. ↑  Dai Bonacolsi ai Corradi da Gonzaga （页面存档备份，存于）[2012-5-8]
91. ↑  Brunelli, p.170.
92. ↑  .   [2018-08-20]. （原始内容存档于2017-12-05）.
93. ↑  Brunelli p. 23.